# Plano Quinquenal (URSS)
Os planos de cinco anos para o desenvolvimento da economia nacional da União das Repúblicas Socialistas Soviéticas (URSS) (russo:  Пятиле́тние пла́ны разви́тия наро́дного хозя́йства СССР, Pjatiletnije plany razvitiya narodnogo khozyaystva SSSR), ou simplesmente, os planos quinquenais russo consistia em uma série de planos econômicos centralizados em todo o país na União Soviética, começando no final dos anos 1920. Os planos quinquenais foram um instrumento de planificação econômica implantado por Stalin, inicialmente, somente com o objetivo de estabelecer prioridades para a produção industrial e agrícola do país para períodos de cinco anos. Eles forneceram continuidade e direção integrando os planos anuais em um período de tempo mais longo.
Embora o plano de cinco anos tenha sido devidamente transformado em lei, ele continha uma série de diretrizes, em vez de um conjunto de ordens diretas. Os períodos dos planos quinquenais coincidiam com os dos congressos do partido. Em cada congresso, a liderança do partido apresentou as metas para o próximo plano de cinco anos. Assim, cada plano teve a aprovação do órgão de maior autoridade da principal instituição política do país.  A maioria dos outros estados comunistas, incluindo a República Popular da China, adotou um método de planejamento semelhante. Embora a República da Indonésia sob Suharto seja conhecida por seu expurgo anticomunista.
O primeiro plano de cinco anos da União das Repúblicas Socialistas Soviéticas, aceito em 1928 para o período de 1929 a 1933, terminou um ano antes. O último plano quinquenal, para o período de 1991 a 1995, não foi concluído, pois a União Soviética foi dissolvida em 1991.

## Antecedentes

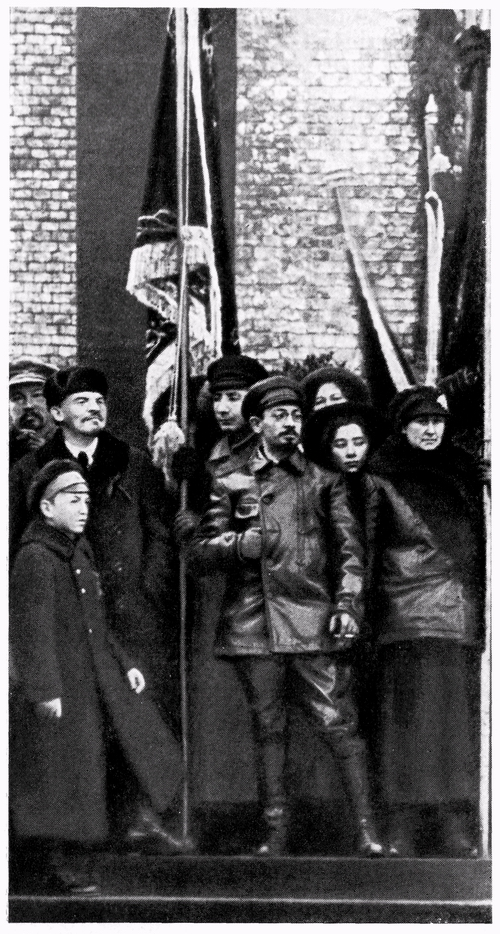
Uma manifestação em 7 de novembro de 1918 na Praça Vermelha, V.I. Lenin e Ya.M. Sverdlov.

Imediatamente após a Revolução de Outubro de 1917, Vladimir Lenin decretou a Paz de novembro de 1917 propondo uma retirada imediata da Rússia da Primeira Guerra Mundial. Woodrow Wilson preparou os "Quatorze Pontos" de janeiro de 1918 em grande parte como uma resposta à Declaração de Paz. Na declaração de princípios para a paz, os quatorze pontos, que deveria ser usada para negociações de paz a fim de encerrar a Primeira Guerra Mundial, presidente Wilson declarou ao congresso e pediu aos Aliados para:
A evacuação de todo o território russo e a resolução de todas as questões que afetam a Rússia, de forma a assegurar a melhor e mais livre cooperação das outras nações do mundo na obtenção para ela de uma oportunidade desimpedida e desembaraçada de determinação independente de seu próprio desenvolvimento político e política e assegurar-lhe uma recepção sincera na sociedade das nações livres sob instituições de sua própria escolha; e, mais do que uma ajuda bem-vinda, também de todo tipo de que ela possa precisar e desejar. O tratamento dispensado à Rússia por suas nações irmãs nos próximos meses será o teste ácido de sua boa vontade, de sua compreensão de suas necessidades distintas de seus próprios interesses e de sua simpatia inteligente e altruísta. President Woodrow Wilson's Fourteen Points. publicado pela  Lillian Goldman Law Library em 8 de janeiro de 1918.
Wilson esperava convencer os bolcheviques de que eles receberiam uma paz melhor dos Aliados, para aumentar o moral dos Aliados e minar o apoio alemão à guerra. O discurso foi bem recebido por  Lenin e nos Estados Unidos e até por nações aliadas. A "evacuação de todo o território russo", Wilson referia-se ao território do Império Russo em 1914, não ao território de 1917-18. O território do Império Russo incluía a Finlândia e partes da Polônia. Além do território, Wilson prometeu ser "... concedido à Rússia por suas nações irmãs ... sua compreensão de suas necessidades como distintas de seus próprios interesses, e de sua simpatia inteligente e altruísta." O apoio dos Aliados, liderados pelos EUA, mostrou um caminho claro e sólido para transformar o sistema czarista em uma sociedade socialista moderna. Entretanto, assim que os quatro grandes conseguiram o Armistício de Compiègne, que entrou em vigor às 11h00, horário de Paris, em 11 de novembro de 1918, qualquer chance de um relacionamento pacífico e de apoio e compreensão as necessidades russas terminaram. Como os bolcheviques foram contra os tratados secretos preexistentes que a Grã-Bretanha, França, Itália e os outros signatários consideravam vinculativos, a Rússia perdeu seus direitos de tratado. Perdida a aplicação das ideias wilsonianas, a Rússia trabalhou para acabar com os opositores internos e se preparar para o futuro confronto com a Europa e os EUA.
Joseph Stalin herdou e defendeu a Nova Política Econômica (NEP) de Vladimir Lenin. Em 1921, Lenin persuadiu o 10º Congresso do Partido a aprovar a NEP como um substituto para o comunismo de guerra que havia sido estabelecido durante a Guerra Civil Russa. No comunismo de guerra, o estado assumiu o controle de todos os meios de produção, troca e comunicação. Todas as terras foram declaradas nacionalizadas pelo Decreto de Terras, finalizado no Código de Terras de 1922, que também definiu a coletivização como meta de longo prazo. Embora os camponeses pudessem trabalhar na terra que possuíam, o excedente da produção era comprado pelo estado (nos termos do estado), os camponeses cortavam a produção; após o que a comida foi requisitada. O dinheiro foi gradualmente substituído pela troca e um sistema de cupons.

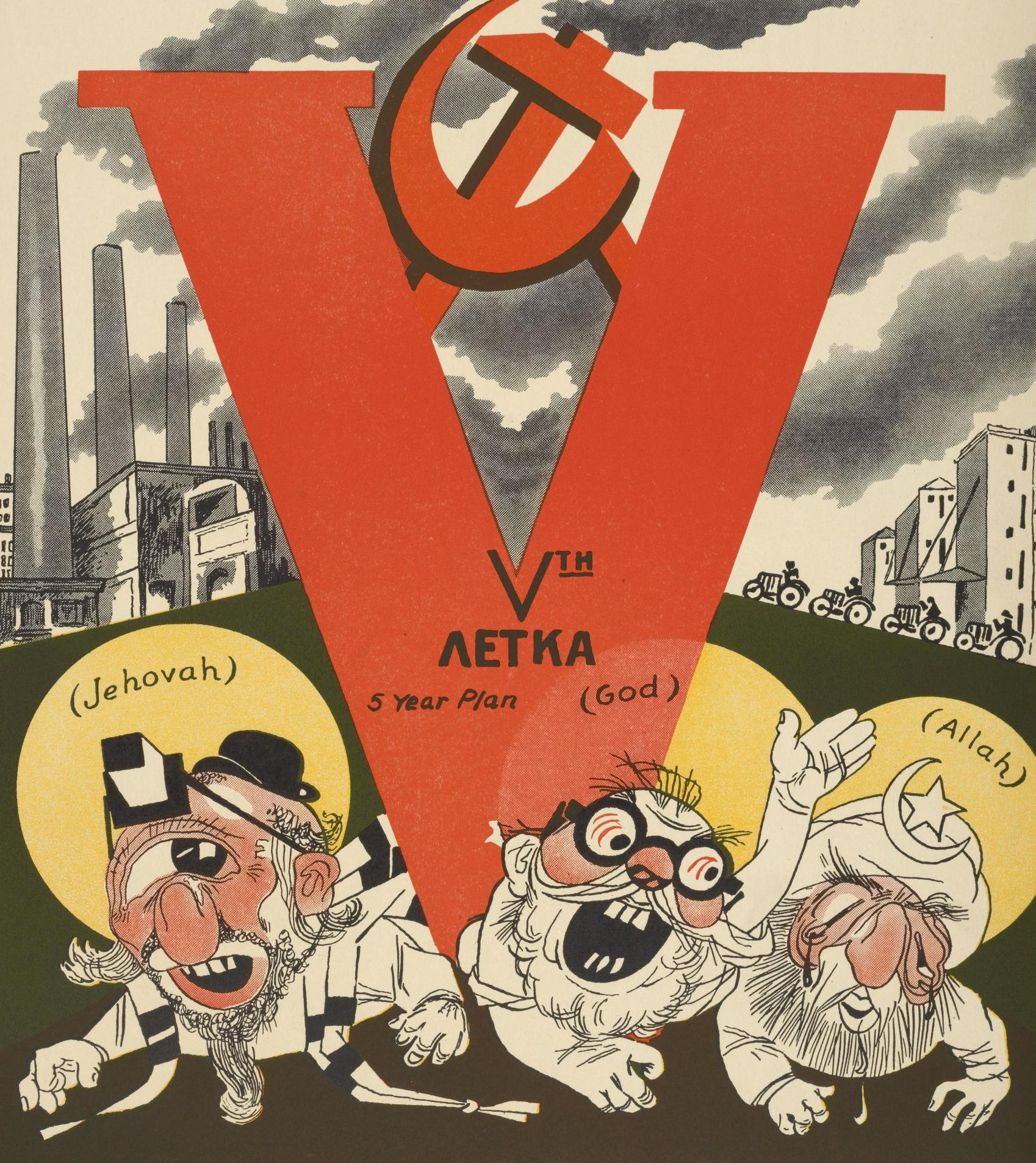
Bezbozhnik, revista soviética dos anos 1920 mostrando deuses das religiões abraâmicas sendo esmagadas pelo plano de 5 anos.

Quando a guerra terminou, a NEP substituiu o comunismo de guerra. Durante esse tempo, o estado controlou todas as grandes empresas (ou seja, fábricas, minas, ferrovias), bem como as empresas de médio porte, mas as pequenas empresas privadas, que empregavam menos de 20 pessoas, eram permitidas. A requisição de produtos agrícolas foi substituída por um sistema tributário (uma proporção fixa da safra), e os camponeses eram livres para vender seu excedente (a um preço regulado pelo estado) - embora fossem encorajados a ingressar em fazendas estatais (Sovkhozes, conjunto em terras expropriadas aos nobres após a revolução de 1917), nas quais trabalhavam por um salário fixo como operários em uma fábrica. O dinheiro voltou a ser usado, com novas notas bancárias sendo emitidas e lastreadas em ouro.
Em 1924, logo após a morte, de Lenin a Rússia Soviética conquistou o reconhecimento de jure de todas as grandes potências mundiais, exceto os Estados Unidos. Mas sua maior esperança na formação de uma república mundial de sovietes não se materializou, e a Rússia Soviética foi deixada isolada em um cerco capitalista hostil. A primeira ameaça de guerra surgiu do Leste em 1924 e o medo da guerra de 1927 contribuíram significativamente para os fatores que ajudaram a colocar o processo de coletivização em movimento. Em 1927, vários estados ocidentais, como a Grã-Bretanha, começaram a cortar relações diplomáticas com a União Soviética. Isso criou medo entre os soviéticos de que o Ocidente estivesse se preparando para atacar a União Soviética novamente; durante a Guerra Civil Russa, potências estrangeiras ocuparam partes do território russo. O medo de uma invasão do Ocidente fez com que os soviéticos sentissem a necessidade de uma rápida industrialização para aumentar o potencial de guerra soviética e para competir com as potências ocidentais. Ao mesmo tempo que o susto de guerra de 1927, crescia a insatisfação entre os camponeses da União Soviética.
Quando Stalin aceitou a necessidade de coletivização, ele também teve que mudar de ideia sobre a industrialização. Seus conselheiros lhe disseram que, com a modernização da agricultura, a União Soviética precisaria de 250.000 tratores. Em 1927, eles tinham apenas 7.000. Além dos tratores, havia também a necessidade de desenvolver os campos de petróleo para fornecer a gasolina necessária ao acionamento das máquinas. Centrais de energia também tiveram que ser construídas para abastecer as fazendas com eletricidade.  Todas essas tensões tinham o potencial de destruir a jovem União Soviética e forçaram Stalin a introduzir a rápida industrialização da indústria pesada para que a União Soviética pudesse enfrentar ameaças externas e internas, se necessário.

## Planos

### 1º plano quinquenal (1928-1932)

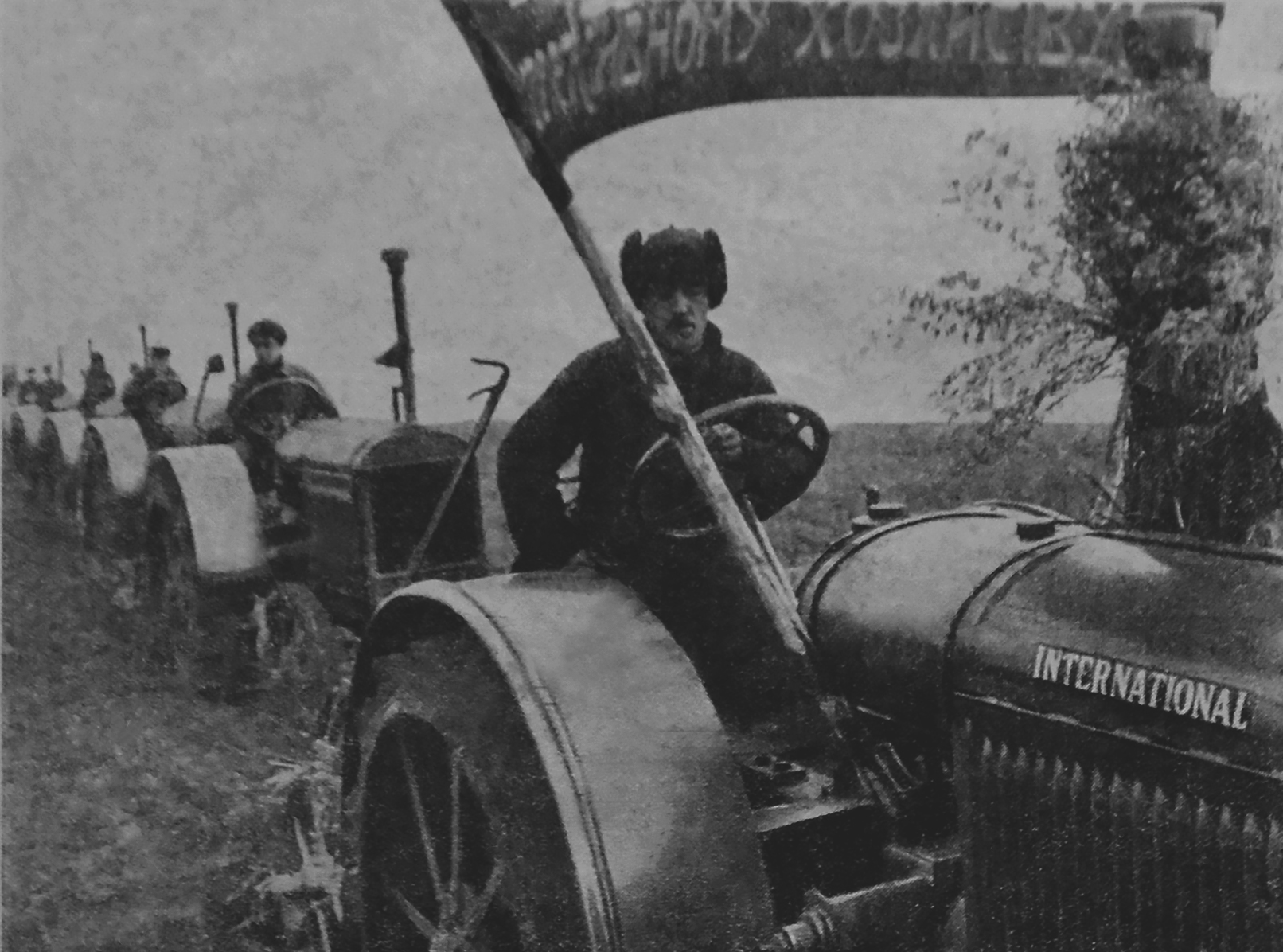
A escolha dos planejadores industriais soviéticos foi a McCormick-Deering 15-30 (International Harvester), produzida localmente como KhTZ 15-30 em Kharkiv e STZ 15-30 em Stalingrado. A transferência de tecnologia, na forma de importação e produção local de tratores, foi a espinha dorsal tecnológica dos programas de coletivização e industrialização durante os primeiros planos quinquenais.

O caráter do primeiro plano de cinco anos (em russo:  I пятилетний план, первая пятилетка) reflete mudanças políticas e institucionais subjacentes complexas. Na década de 1920, as principais autoridades políticas e econômicas soviéticas contestaram a natureza do planejamento econômico. Alguns acreditavam que a tarefa dos planos administrativos era essencialmente reproduzir um equilíbrio de mercado sem os erros a que acreditavam que o mecanismo de mercado estava sujeito; portanto, uma economia planejada poderia equilibrar as necessidades públicas e privadas com mais eficiência, eliminar o desemprego e suavizar as flutuações cíclicas. Figuras mais radicais viam o planejamento como um instrumento para mobilizar recursos para as prioridades do governo, rompendo com as limitações de uma economia de mercado e transformando o sistema econômico e político o mais rápido possível. O plano teve como principal objetivo criar as bases da economia socialista. A vitória dos radicais foi completada no final da década de 1930 com a virada à esquerda de Stalin em favor da industrialização forçada e da coletivização da agricultura camponesa.
O primeiro plano foi adotado em abril de 1929, embora nominalmente cobrisse o período de outubro de 1928 a setembro de 1933. O objetivo do plano não era apenas expandir a economia, mas “construir o socialismo”; associado a ele, estava um vasto programa de novos projetos de capital de grande escala que incorporariam a nova sociedade do aço e do cimento. Na verdade, um período de cinco anos foi escolhido em parte pela crença de que haveria tempo para concluir esses grandes projetos; outra motivação era permitir a suavização das flutuações da colheita.
Criado para construir o socialismo, o plano busca iniciar a industrialização rápida e em grande escala em toda a União das Repúblicas Socialistas Soviéticas (URSS). A agricultura foi coletivizada, criando-se os kolkhozes (cooperativas de camponeses), os sovkhozes (propriedades do Estado, cultivadas por assalariados) e as MTS (estações de maquinaria para apoio aos agricultores). Quanto à indústria, a prioridade foi dada à indústria pesada, à siderurgia e à electrificação.  Para se tornar uma potência industrial, maquinários modernos foram adotados em todo o país para maximizar a eficiência da produção e a produção. Muitos instrutores de tratores qualificados e experientes foram contratados para ensinar os soviéticos a operar grandes máquinas.
Para implementar os planos, o governo soviético foi forçado a buscar a ajuda de especialistas estrangeiros. Com a ajuda da Amtorg Joint Stock Company (em russo:  Амторг), o governo escolheu a empresa americana Albert Kahn Inc. Albert Kahn. Nas fábricas da Ford, sua empresa provou a capacidade de projetar e construir rapidamente plantas industriais: levou uma semana para preparar os desenhos de trabalho e os edifícios industriais foram erguidos em cinco meses. De 1929 a 1932, uma empresa americana projetou e organizou a construção de mais de 500 instalações industriais na URSS: fábricas de tratores em Stalingrado, Chelyabinsk, Kharkov; fábricas de automóveis em Moscou, Nizhny Novgorod; oficinas mecânicas em Chelyabinsk, Lyubertsy, Podolsk, Stalingrado, Sverdlovsk; oficinas de aço e laminadores em Kamenskoye, Kolomna, Kuznetsk, Magnitogorsk, Nizhny Tagil, Verkhniy Tagil, Sormov, etc. Em 1932, entretanto, as atividades de Albert Kahn na União Soviética foram encerradas, o contrato com a empresa "Albert Kahn Inc." não foi renovado.
Uma fome catastrófica estourou na URSS. Apesar da fome massiva e da morte de milhões de pessoas, o governo de Stalin continuou as operações de importação e exportação com os países capitalistas, incluindo a Alemanha. As empresas alemãs concederam empréstimos à URSS contra as garantias do governo alemão, e a URSS, como cliente, colocou os fundos alocados na Alemanha.
O valor total das encomendas soviéticas feitas na Alemanha em 1931 atingiu um valor recorde de 919,2 milhões de marcos ... Por exemplo, no primeiro semestre de 1932, a URSS adquiriu 50% do ferro fundido e aço exportado pela Alemanha, 60% da todos os equipamentos de terraplenagem e dínamos, 70% de todas as máquinas para trabalhar metais, 80% de guindastes e chapas metálicas, 90% de todos os vapor, turbinas a gás e máquinas de forjamento a vapor.

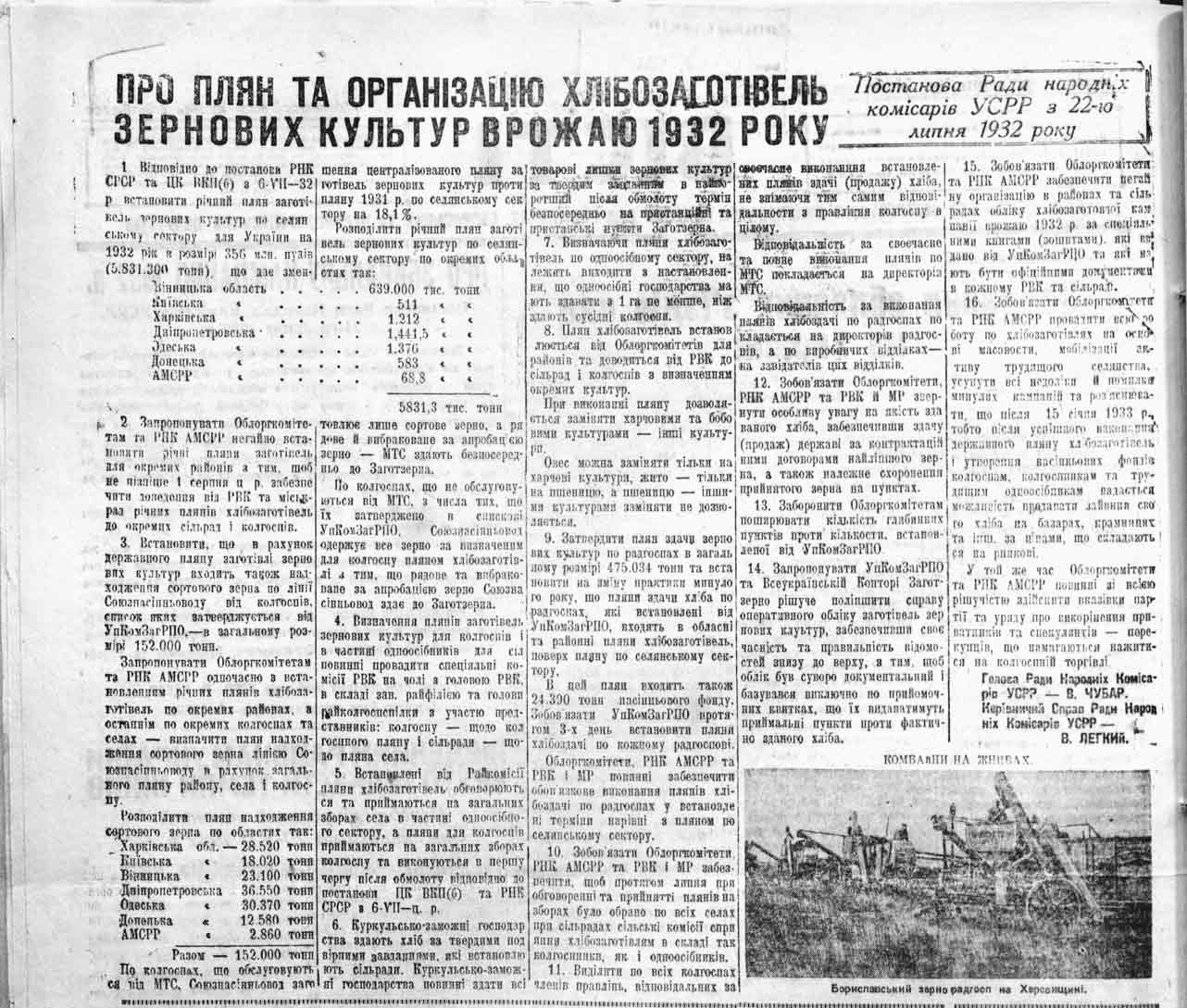
Artigo sobre o plano de coleta de grãos para 1932. - kolkhozes e camponeses - 5.831,3 mil toneladas + sovkhozes 475.034 toneladas

Para realizar mais empréstimos, a comunidade empresarial precisava esclarecer a situação com o uso de equipamentos industriais caros fornecidos à Rússia, bem como certificar-se das "declarações ensurdecedoras de sucesso na industrialização". Junto com o NKID, formou-se um grupo de informação, que da segunda quinzena de agosto ao final de outubro de 1932 visitou as empresas de Moscou, Saratov, Stalingrado, Rostov-on-Don, Cáucaso do Norte, Baku, Tiflis, Batum, Crimeia, Kharkov, Magnitogorsk, Chelyabinsk, Sverdlovsk, Novosibirsk, Novokuznetsk.
O seguinte foi encontrado:
- A dimensão das empresas e a ousadia do seu planejamento.
- Equipamento abandonado não foi identificado. Ao contrário, os jovens e inexperientes técnicos soviéticos exibiam incrível habilidade e engenhosidade na montagem de equipamentos industriais usando os meios mais primitivos.
- Desgaste muito rápido de máquinas-ferramentas e edifícios industriais. Apenas um ano foi suficiente para desgastar as caras máquinas-ferramentas feitas nos EUA e na Alemanha "a tal ponto que dificilmente seriam acionadas por dez ou quinze anos de operação" no Ocidente. A esse respeito, é necessário levar em consideração "um grau de depreciação muito mais alto do que normalmente é aceito no Ocidente".
- Exigências ultrajantes para a capacidade das pessoas de sofrer e fazer sem o necessário. A coletivização stalinista contribuiu para o fato de que não havia falta de mão de obra.
- A industrialização foi realizada com um grande investimento de capital e energia de todos os participantes. Portanto, a questão surgiu involuntariamente: "Por quanto tempo o povo russo será capaz de suportar tal pressão?"

Usando a mídia, a liderança da URSS convocou uma mobilização massiva da população em apoio à industrialização. A União Soviética decidiu então que os trabalhadores necessários para uma maior industrialização deveriam receber a maior parte dos alimentos disponíveis. Dessa rápida industrialização, uma nova classe trabalhadora emergiu na União Soviética. Essa nova sociedade seria uma classe trabalhadora industrial, que poderia ser considerada grande parte da população com o propósito de se tornar uma indústria tecnologicamente avançada. Durante esse tempo, a força de trabalho industrial aumentou de 3,12 milhões em 1928 para 6,01 milhões no final do plano em 1932.

### 2º plano quinquenal (1933-1937)

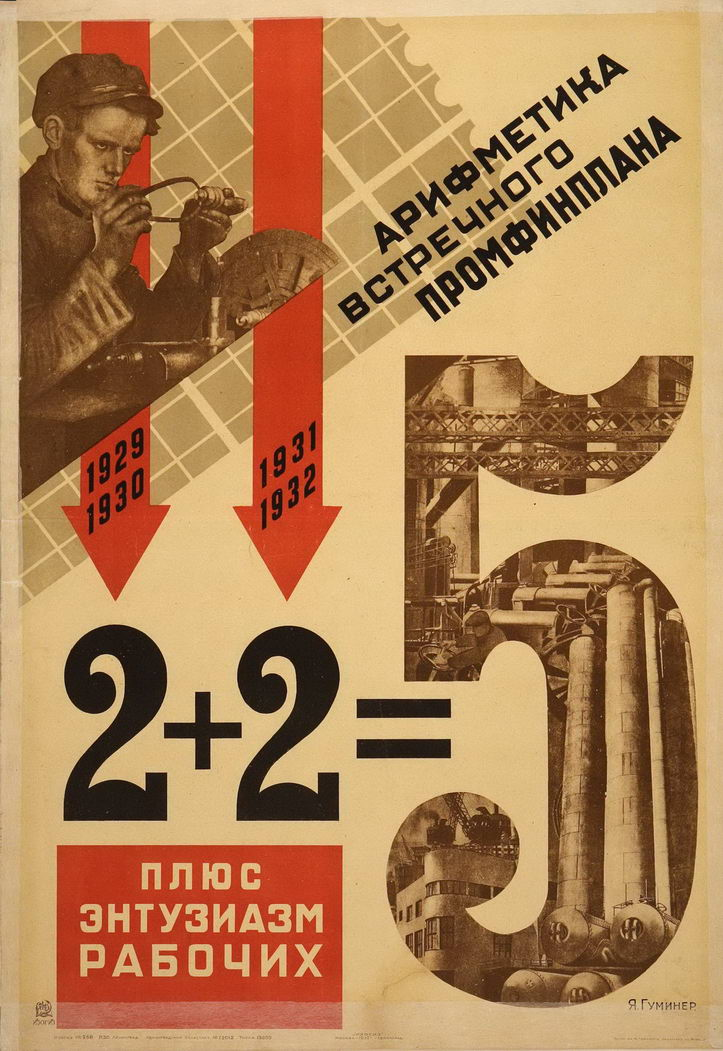
Poster de 1931 com a leitura "A aritmética de um contra-plano industrial-financeiro: 2 + 2 mais o entusiasmo dos trabalhadores = 5"

Por causa dos sucessos do primeiro plano, Stalin não hesitou em prosseguir com o segundo plano de cinco anos em 1932, embora a data oficial de início do plano fosse 1933.
O 2º plano , desenvolvido de 1933 a 1937, continuou a privilegiar a indústria pesada, mas desenvolveu também as indústrias ligeiras produtoras de bens de consumo. No setor rural, constituíram-se pequenas propriedades privadas.
O segundo plano empregava incentivos, bem como punições, e as metas foram flexibilizadas como recompensa pelo primeiro plano ter sido concluído antes do previsto em apenas quatro anos. Com a introdução da creche, as mães foram incentivadas a trabalhar para ajudar no sucesso do plano. Em 1937, o tolkachi emergiu ocupando uma posição chave na mediação entre as empresas e o comissariado.
Nas eleições de 1929, a Igreja Ortodoxa tentou se formular como um grupo de oposição em larga escala ao Partido Comunista e tentou apresentar seus próprios candidatos contra os candidatos comunistas.
Em consonância com a doutrina soviética do ateísmo estatal (госатеизм), este segundo plano também incluía a liquidação de casas de culto, com o objetivo de fechar igrejas entre 1932-1933 e a eliminação do clero em 1935-1936. Entretanto, o Artigo 124 da Constituição Soviética de 1936 permitia oficialmente a liberdade de religião na União Soviética, no entanto, nem nas eleições  realizadas em 1929 e nem nas de 1937 foram eleitos candidatos da Igreja Ortodoxa.

#### Principais objetivos
No XVII Congresso do PCUS (b), foram definidas as seguintes tarefas do segundo plano quinquenal de desenvolvimento da economia nacional:
1. A eliminação dos elementos e classes capitalistas em geral, a liquidação final, com base na realização total da coletivização das fazendas camponesas e da cooperação de todos os artesãos, a propriedade privada dos meios de produção; a eliminação da economia multiestruturada da União Soviética e o estabelecimento do modo de produção socialista como o único modo de produção, com a transformação de toda a população trabalhadora do país em construtores ativos e conscientes da sociedade socialista;
2. Conclusão da reconstrução técnica de toda a economia nacional da URSS sobre a base criada durante o primeiro plano quinquenal e seguindo o caminho de um rápido crescimento da indústria que produz os meios de produção (indústria pesada);
3. Um aumento mais rápido do bem-estar dos trabalhadores e camponeses e, ao mesmo tempo, uma melhoria decisiva em toda a habitação e assuntos comunais na URSS;
4. Fortalecimento das posições econômicas e políticas da ditadura do proletariado com base em uma aliança entre a classe trabalhadora e o campesinato para a eliminação final dos elementos capitalistas e das classes em geral;
5. Maior fortalecimento da capacidade de defesa do país.

Ainda, de acordo com os resultados do congresso, foi aprovada a Resolução "Sobre o segundo plano quinquenal de desenvolvimento da economia nacional da URSS", com indicadores de metas para o desenvolvimento da economia nacional da URSS, incluindo:
- cifras de controle de volume de produtos, giro de fretes para os principais tipos de transporte;
- investimentos de capital totais no valor de RUB 133,4 bilhões. (em preços de 1933) contra 50,5 bilhões nos primeiros cinco anos;
- o volume de empresas novas e reconstruídas comissionadas com um valor total de 132 bilhões de rublos. contra 38,6 bilhões de rublos. no primeiro plano de cinco anos;
- orientações para a implementação de programas de reconstrução técnica da economia nacional e de formação;
- direções de distribuição das forças produtivas (incluindo a criação de novas bases de apoio para a industrialização nas regiões orientais da URSS (Urais, Sibéria Ocidental e Oriental, Bashkortostan, Extremo Oriente do Cazaquistão, Cazaquistão e Ásia Central).

Como resultado dos dois primeiros planos quinquenais:
- A produção de aço passou de 4 para 18 milhões de toneladas, entre 1928 e 1940;
- A produção de carvão ultrapassou de 50 para 160 milhões de toneladas, no mesmo período;
- A colectivização passou de 2% em 1928, para 62% em 1932.

Graças a eles, às vésperas da Segunda Guerra Mundial, a URSS já era a 3ª maior potência mundial.

### 3º plano quinquenal (1938-1942)

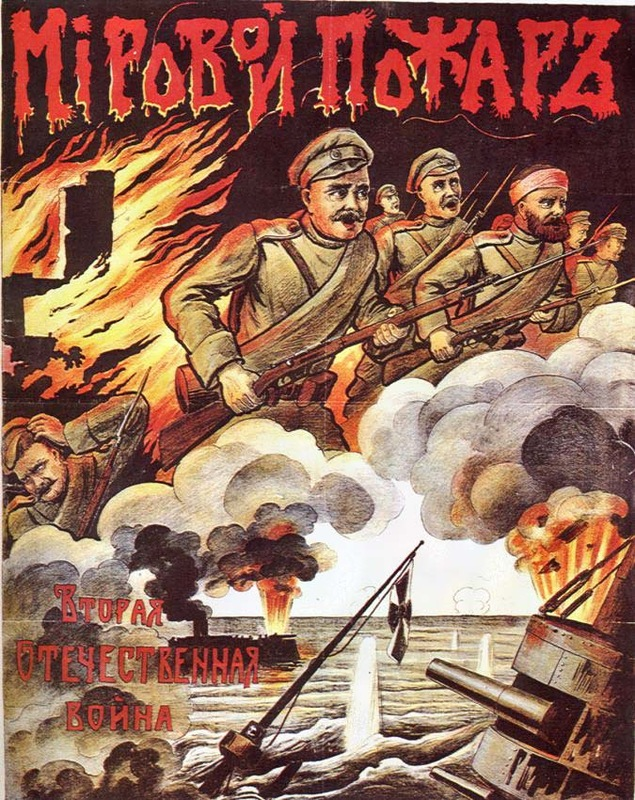
Cartaz "A Segunda Guerra Patriótica"

O 3º plano quinquenal desenvolvimento da economia nacional da URSS (1937 - 1942) ocorreu nas condições em que a Grande Guerra Patriótica começou. As dotações para a defesa tiveram de ser aumentadas drasticamente: em 1939 representavam um quarto do orçamento do Estado..
O foco principal naquela época de guerra não estava nos indicadores quantitativos, mas na qualidade. A ênfase foi no aumento da produção de aços-liga e de alta qualidade, metais leves e não ferrosos e equipamentos de precisão. Durante o plano quinquenal, foram tomadas medidas sérias para desenvolver a indústria química e a quimicalização da economia nacional, para introduzir uma mecanização abrangente, e até mesmo as primeiras tentativas de automatizar a produção foram realizadas. Em três anos (até 1941), a produção aumentou 34%, valor próximo às metas planejadas, embora não tenham sido atingidas.

#### Resultados
Considerando que, após o Acordo de Munique de 1938, o início da guerra na Europa era apenas uma questão de tempo, a prioridade no 3º plano quinquenal foi efetivamente dada aos ramos do complexo militar-industrial. Em 1939, foram criados os Comissariados do Povo para a indústria aeronáutica, armas, munições e construção naval. O orçamento foi revisado. Se no primeiro ano do plano quinquenal as despesas com defesa atingiram 18,7%, então em 1940 chegaram a 32,6%. Só em 1938-1939, a produção nos ramos do complexo militar-industrial aumentou uma vez e meia (46,5%). E, no entanto, a produção em série de muitos tipos de equipamento militar estava apenas sendo implementada.
Em 1 de setembro de 1939, uma nova lei “Sobre o serviço militar universal” foi adotada. Para 1934-1939, o número do Exército Vermelho mais que dobrou e, em janeiro de 1941, o efetivo de todas as Forças Armadas havia chegado a 4,2 milhões de pessoas. Novas marinhas (Pacífico e Norte) foram formadas. Apesar da saída para o exército, o número de trabalhadores e empregados na economia nacional aumentou de 11,4 milhões em 1928 para 31,2 milhões em 1940. O fortalecimento do potencial educacional continuou. Devido ao fato de que a educação de 7 anos foi praticamente introduzida em todos os lugares, o ingresso nas universidades aumentou significativamente. Os estudos de pós-graduação em universidades e institutos de pesquisa são amplamente desenvolvidos. Também foi criado um único tipo de instituição de ensino profissional. Como resultado das transformações forçadas da economia em 1928-1940, um poderoso potencial industrial foi criado no país, passos significativos foram dados em direção a uma civilização industrial.

### 4º plano quinquenal (1946-1950)
O quarto plano quinquenal propôs a reconstrução e o desenvolvimento econômico da URSS após a Segunda Guerra Mundial. A principal tarefa econômica e política do plano de cinco anos foi formulada por IV Stalin em 9 de fevereiro de 1946: "restaurar as regiões afetadas do país, restaurar o nível pré-guerra da indústria e da agricultura..."

#### História
" ... Quanto aos planos para um período mais longo, o partido pretende organizar um novo surto poderoso na economia nacional, que nos daria a oportunidade de elevar o nível da nossa indústria, por exemplo, três vezes em comparação com o pré-guerra nível. Precisamos garantir que nossa indústria possa produzir anualmente até 50 milhões de toneladas de ferro-gusa, até 60 milhões de toneladas de aço, até 500 milhões de toneladas de carvão e até 60 milhões de toneladas de petróleo. Somente sob esta condição pode-se considerar que nossa Pátria estará garantida contra quaisquer acidentes. Isso levará, talvez, três novos planos de cinco anos, se não mais. Mas esse trabalho pode ser feito e devemos fazê-lo. "
I. V. Stalin. Discurso na reunião pré-eleitoral dos eleitores do círculo eleitoral de Stalin na cidade de Moscou em 9 de fevereiro de 1946

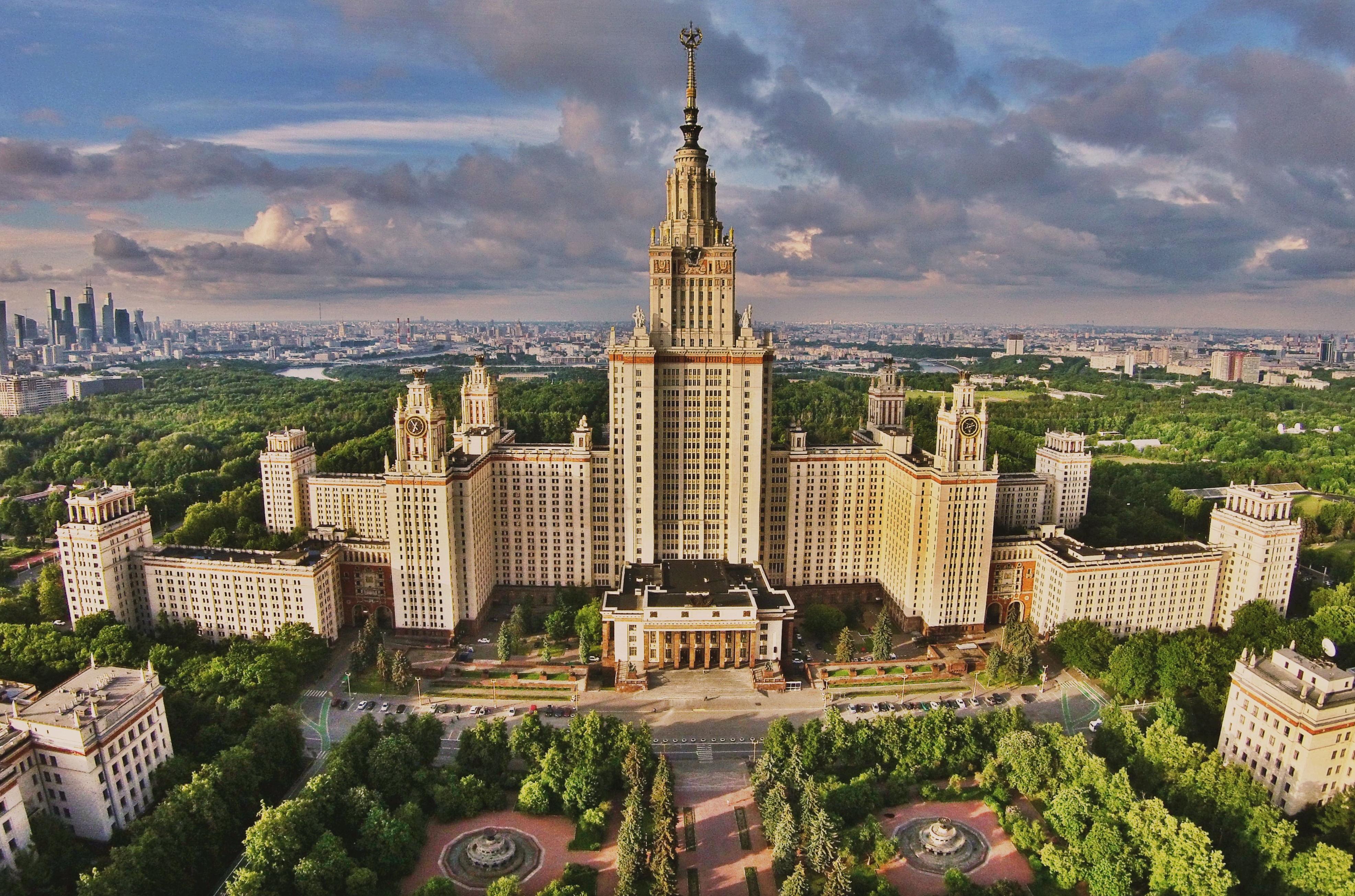
O edifício principal da Universidade Estadual de Moscou, construído nos planos de cinco anos (1949 - 1953)

A URSS nesta fase havia sido devastada pela guerra. Oficialmente, 98.000 fazendas coletivas foram saqueadas e arruinadas, com a perda de 137.000 tratores, 49.000 colheitadeiras, 7 milhões de cavalos, 17 milhões de gado, 20 milhões de porcos, 27 milhões de ovelhas; 25% de todo o equipamento de capital foi destruído em 35.000 fábricas e fábricas; 6 milhões de prédios, incluindo 40.000 hospitais, em 70.666 vilas e 4.710 cidades (40% habitações urbanas) foram destruídos, deixando 25 milhões de desabrigados; cerca de 40% dos trilhos da ferrovia foram destruídos; oficialmente 7,5 milhões de militares morreram, mais 6 milhões de civis, mas talvez 20 milhões ao todo morreram.
Em 1945, a mineração e a metalurgia estavam em 40% dos níveis de 1940, a energia elétrica caiu para 52%, o ferro-gusa 26% e o aço 45%; a produção de alimentos foi 60% do nível de 1940. Depois da Polônia, a URSS foi a mais atingida pela guerra. A reconstrução foi impedida por uma escassez crônica de mão de obra devido ao enorme número de baixas soviéticas na guerra (entre 20 e 30 milhões). Além disso, 1946 foi o ano mais seco desde 1891, e a colheita foi ruim. No mesmo ano, 9,9 milhões de toneladas de ferro-gusa e 13,3 milhões de toneladas de aço foram fundidos, 163,8 milhões de toneladas de carvão e 21,7 milhões de toneladas de petróleo foram produzidos.
Um terço das despesas de capital do quarto plano foi gasto na Ucrânia, que era importante do ponto de vista agrícola e industrial e que havia sido uma das áreas mais devastadas pela guerra.

#### Indicadores econômicos
A produção industrial na URSS atingiu o nível anterior à guerra em 1948 e no final do quarto plano, a produção industrial aumentou 73% em comparação com o período anterior à guerra de 1940. Durante o período de cinco anos, foram lançadas 6200 empresas restauradas e recém-construídas.  O crescimento econômico foi garantido em grande parte devido ao heroísmo da produção do povo, à racionalização ativa da produção, à introdução das conquistas da ciência e da tecnologia e ao treinamento avançado de engenheiros e trabalhadores. O economista GI Khanin em sua pesquisa chegou à seguinte conclusão: "nos últimos anos do quarto plano de cinco anos, a economia soviética embarcou firmemente no caminho do desenvolvimento intensivo".

#### Produtos de engenharia e energia
O volume de produção de produtos de engenharia mecânica na URSS em 1950 era 2,3 vezes maior do que em 1940.  Em 1950, a aviação civil transportava 3,5 vezes mais passageiros do que em 1940.  Em 1947, foram produzidos 9,6 mil automóveis de passageiros, em 1950 - 64,6 mil.
No plano do novo plano quinquenal e de restauração e desenvolvimento da economia, está delineado um trabalho experimental e teórico, "...que deverá levar ao uso prático da energia atômica em benefício de nossa Pátria e no interesse de toda a humanidade ”. (Lev Landau, 1946).  A produção de petróleo em 1945 foi de 19.436 mil toneladas e em 1949 atingiu 33 milhões de toneladas.

### 5º plano quinquenal (1951-1955)

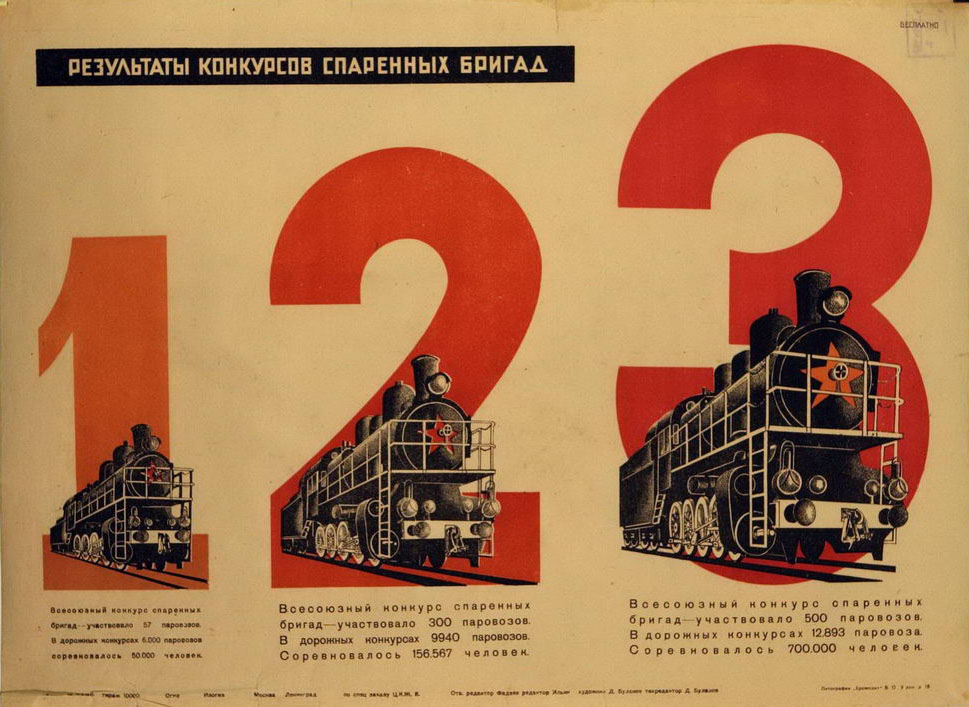
Resultados de competições de brigadas emparelhadas.

O quinto plano quinquenal foi um plano de desenvolvimento da economia nacional da URSS após o fim da Grande Guerra Patriótica. O quinto plano quinquenal de acordo com as diretrizes do 19º Congresso do PCUS realizado em outubro de 1952 previa um novo crescimento em todos os setores da economia nacional, um aumento no bem-estar material e no nível cultural do povo.

#### Indicadores econômicos
Durante o período de cinco anos, a renda nacional cresceu 71%, o volume da produção industrial - 85%, a produção agrícola - 21%, o volume de investimentos de capital na economia soviética - quase dobrou A taxa média de crescimento anual do PIB soviético em 1951-1955 foi de 11%.  Muitos objetivos e objetivos do 4º, e especialmente dos 5º e 6º planos quinquenais não foram alcançados devido a uma série de atos de gestão voluntarística pontuais, decisões econômicas e administrativas de março a junho de 1953, propostas e aprovadas pelo Conselho de Ministros da URSS com base em notas e iniciativas escritas por Beria nas primeiras semanas após a morte de Stalin.
No início da década de 1950, em conexão com o início do quinto plano quinquenal, de acordo com os planos que previa a eletrificação maciça das ferrovias, a URSS voltou novamente às locomotivas elétricas de corrente alternada. No final de 1954, o Comitê Central do PCUS e o Conselho de Ministros da URSS convocaram no Kremlin a segunda reunião de toda a União de construtores, que ficou para a história como uma reunião sobre a industrialização da construção, uma etapa importante no desenvolvimento de novas tecnologias, melhorando a organização da produção da construção e aumentando a atenção às questões da economia da construção.

### 6º plano quinquenal (1956-1960)
O  6º Plano foi lançado em 1956 durante um período de dupla liderança sob Nikita Khrushchev e Nikolai Bulganin. Ele foi aprovados pelo XX Congresso do PCUS em 1956. Esse plano foi transformado em um plano de sete anos, com aumento de indicadores. Sua implementação deveria ser o primeiro passo na construção do comunismo na URSS em 1980.

#### Indicadores econômicos
Em um período incompleto de cinco anos, a renda nacional aumentou mais de 1,5 vezes, a produção industrial bruta - em 64%, agricultura - em 32%, investimentos de capital - mais que dobrou.
No sexto quinquênio, de acordo com a decisão do Comitê Central do PCUS sobre o "plano geral de eletrificação das ferrovias", estava prevista a realização da primeira etapa de um plano de 15 anos para a eletrificação de 40 mil km de ferrovias. Durante o sexto plano quinquenal de indústria da URSS, foi emitida uma encomenda para produzir pelo menos 2.000 locomotivas elétricas de linha principal, incluindo 400 locomotivas de oito eixos com capacidade de 5700 litros cada. No final do sexto plano de cinco anos, as locomotivas elétricas e a diesel deveriam realizar 40-45% do volume de negócios total da carga.
Neste plano de cinco anos, o desenvolvimento de terras virgens e não cultivadas no Cazaquistão, na região Trans-Ural e na Sibéria Ocidental começou. Em 4 de outubro de 1957, o primeiro satélite terrestre artificial do mundo foi lançado na URSS. Na Siderúrgica de Bezhitsa, foi colocada em operação a primeira e a única máquina de lingotamento contínuo inclinado horizontal do mundo da Goldobin.

### Plano de sete anos (1959-1965)
O plano de sete anos para o desenvolvimento da economia nacional da URSS foi um plano expandido ao 6º plano de cinco anos adotado em 1959. A necessidade de resolver uma série de problemas econômicos importantes que vão além do sexto plano quinquenal adotado em 1956 obrigou a liderança do país a adotar um plano de sete anos, aprovado pelo 21º Congresso do PCUS (1959). As principais tarefas do plano de sete anos eram proclamadas o desenvolvimento das forças produtivas, o avanço de todos os ramos da economia e um aumento significativo no padrão de vida da população. Foi dada especial atenção ao desenvolvimento das indústrias mais modernas e de alta tecnologia. Grandes fundos também foram alocados para a implementação do programa agrícola de sete anos.

#### Pré-requisitos

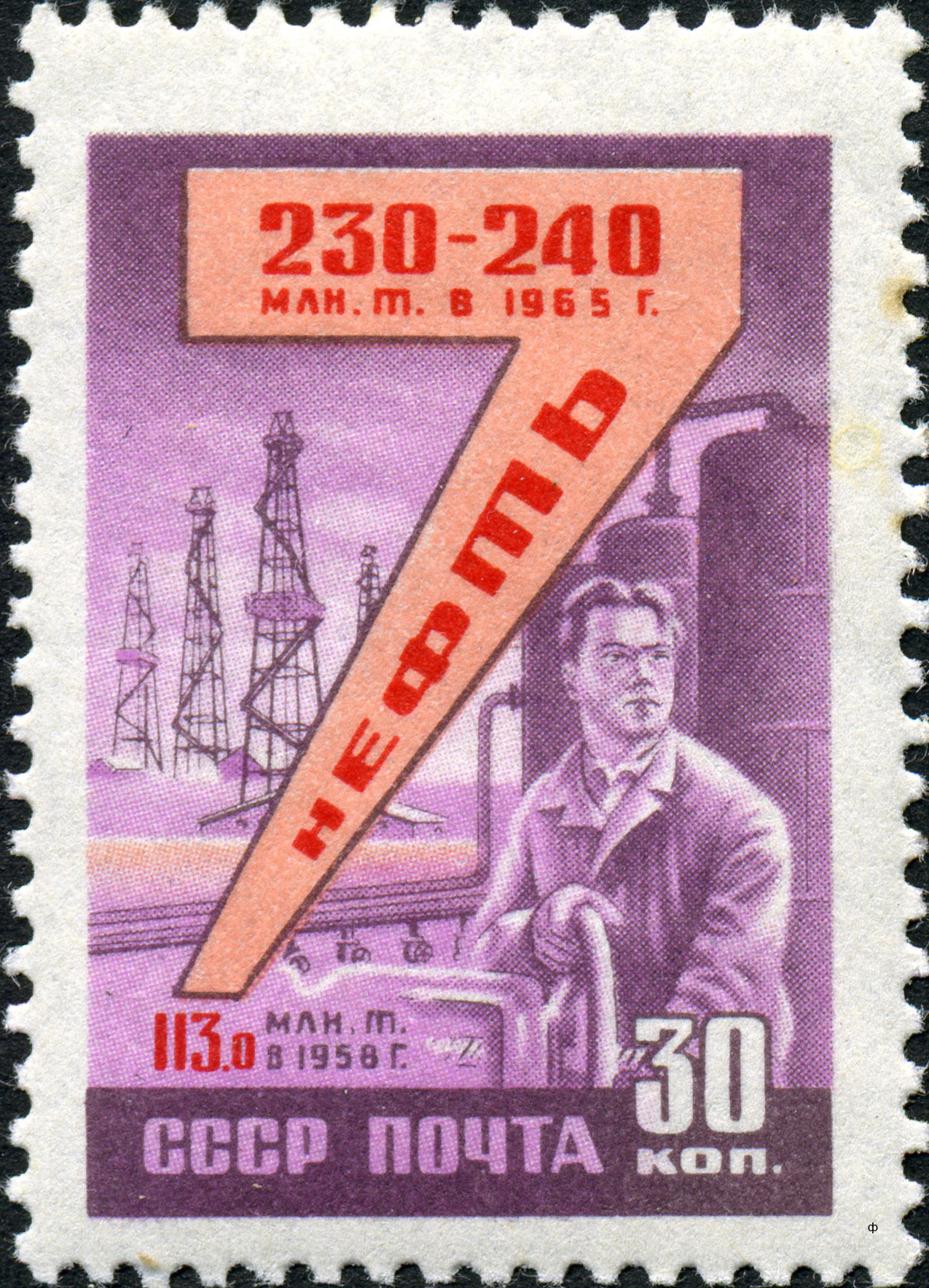
O selo de petróleo da série de selos da URSS, dedicado ao plano de sete anos (1959)

O rápido crescimento econômico na segunda metade da década de 1950 - início da década de 1960 foi característico da maioria dos países industrializados, mas suas causas na URSS foram diferentes daquelas nos Estados Unidos, Europa Ocidental e Japão.
- Uma parte significativa das empresas industriais e instalações de infra-estrutura comissionadas durante o plano de sete anos foram relaxadas durante o quarto e quinto planos de cinco anos (final dos anos 1940 - início dos anos 1950), visando restaurar o país após a Grande Guerra Patriótica.
- Na segunda metade dos anos 1950, uma grande geração, nascida na segunda metade dos anos 1930, entrou em idade produtiva. Isso levou, por um lado, a um aumento acentuado da necessidade de construção de moradias, da produção de produtos industriais e de bens de consumo, por outro lado, aumentou a base de pessoal da indústria.
- No final da década de 1950, a URSS tornou-se um grande país produtor de petróleo, o aumento da produção de derivados de petróleo contribuiu para o desenvolvimento do transporte (em meados da década de 1950, iniciou-se uma substituição massiva da tração a vapor por locomotivas a diesel em ferrovias) e a indústria de energia elétrica.
- A corrida armamentista no ambiente da guerra fria exigiu que a URSS desenvolvesse ativamente o complexo militar-industrial e introduzisse soluções avançadas em áreas de ciência intensiva como energia nuclear, aviação e foguetes.
- A Grande Guerra Patriótica e o deslocamento associado de um número significativo de pessoas aumentaram a mobilidade da população e aceleraram a urbanização. A evacuação de empresas e instituições para as áreas de retaguarda levou à criação de novos centros industriais na Sibéria e nos Urais, onde em meados da década de 1950 existia uma base científica e de engenharia para o desenvolvimento da indústria.

#### Desenvolvimento da indústria pesada
No período 1956-65. ("Industrialização de Khrushchev") A URSS mais que dobrou o volume da produção de petróleo devido à exploração de campos na região de Ural-Volga e (desde o início dos anos 1960) na Sibéria Ocidental. Apesar do fato de que durante esses anos dez novas refinarias de petróleo foram colocadas em operação, o volume de produção de petróleo supriu as necessidades da economia e em 1965 um quinto de todo o petróleo foi exportado. Isso proporcionou à URSS dinheiro para a compra de equipamentos industriais (desde 1960 - produção de alimentos) no exterior.
Em conexão com a corrida armamentista, a liderança soviética dedicou um lugar importante ao desenvolvimento da metalurgia, portanto, durante os anos de industrialização de Khrushchev, uma série de novas empresas surgiram no país, como fábricas de alumínio em Shelekhov e Volgogrado e a instalação da Severstal.
Um lugar especial na economia soviética daquele período foi ocupado pela indústria química - em 1958 foi apresentado o slogan "quimicalização da economia nacional". O motivo foi a defasagem catastrófica dessa indústria em relação aos países ocidentais, principalmente no que se refere à produção de bens de consumo (plásticos, fibras químicas etc.).
No período 1956-1965, a produção de automóveis de passageiros estava se desenvolvendo ativamente na URSS (GAZ-21 "Volga", Moskvich-402, Moskvich-407 e Moskvich-403, ZAZ-965 "Zaporozhets"), o volume de seus a produção aumentou de 97.792 unidades para 201.175 unidades. Nos anos 1950-1960, a indústria da aviação desenvolveu-se rapidamente na URSS; com base em seus próprios desenvolvimentos (inclusive militares), foi lançada a produção em larga escala de aeronaves de passageiros, incluindo o jato Tu-104.

Um desfile de mísseis em Moscou em 1964 perto da Catedral de São Basílio.

#### O Plano Militar
Em 1959, com a publicação do Plano de Defesa de Sete Anos da URSS (1959-1965), a União Soviética assumiu o compromisso não apenas de dissuadir, mas também de vencer uma guerra termonuclear. Esse compromisso econômico, que acabou contribuindo para a ruína fiscal e o colapso do país três décadas depois, começou com autoridade e grandes esperanças. O corpo político soviético, pequeno, compacto e com ideias semelhantes, move-se com determinação para alcançar uma capacidade militar custosa para vencer a guerra.
Em 1957-59, a União Soviética não tinha recursos para os dois: armas e alimentos. Na medida em que a União Soviética podia influenciar os Estados Unidos a restringir sua aquisição de armas, também estava em melhor posição para atingir os objetivos do Plano de Defesa de Sete Anos.

#### Resultados
Os resultados quantitativos da "industrialização de Khrushchev" pareciam sólidos: em 1965 a renda nacional da URSS aumentara 53% em comparação com 1958, os ativos de produção haviam crescido 91%, a produção industrial 84%, a agricultura 15% (em vez de planejado 70%). A renda real da população cresceu um terço. Os salários e pensões para os agricultores coletivos foram introduzidos. O problema da habitação foi parcialmente resolvido.
Depois que Khrushchev foi demitido de seu cargo em outubro de 1964, o plano de sete anos foi qualificado como uma aposta e a União Soviética voltou ao planejamento usual de cinco anos.

#### Filatelia
A agência postal master criou uma série de selos comemorativos para o plano de sete anos, incluindo a Série "Vamos cumprir o plano de sete anos antes do previsto!".
Em 1959, foi emitida uma série de selos postais da URSS, dedicados ao plano de sete anos:

Série de selos postais da URSS
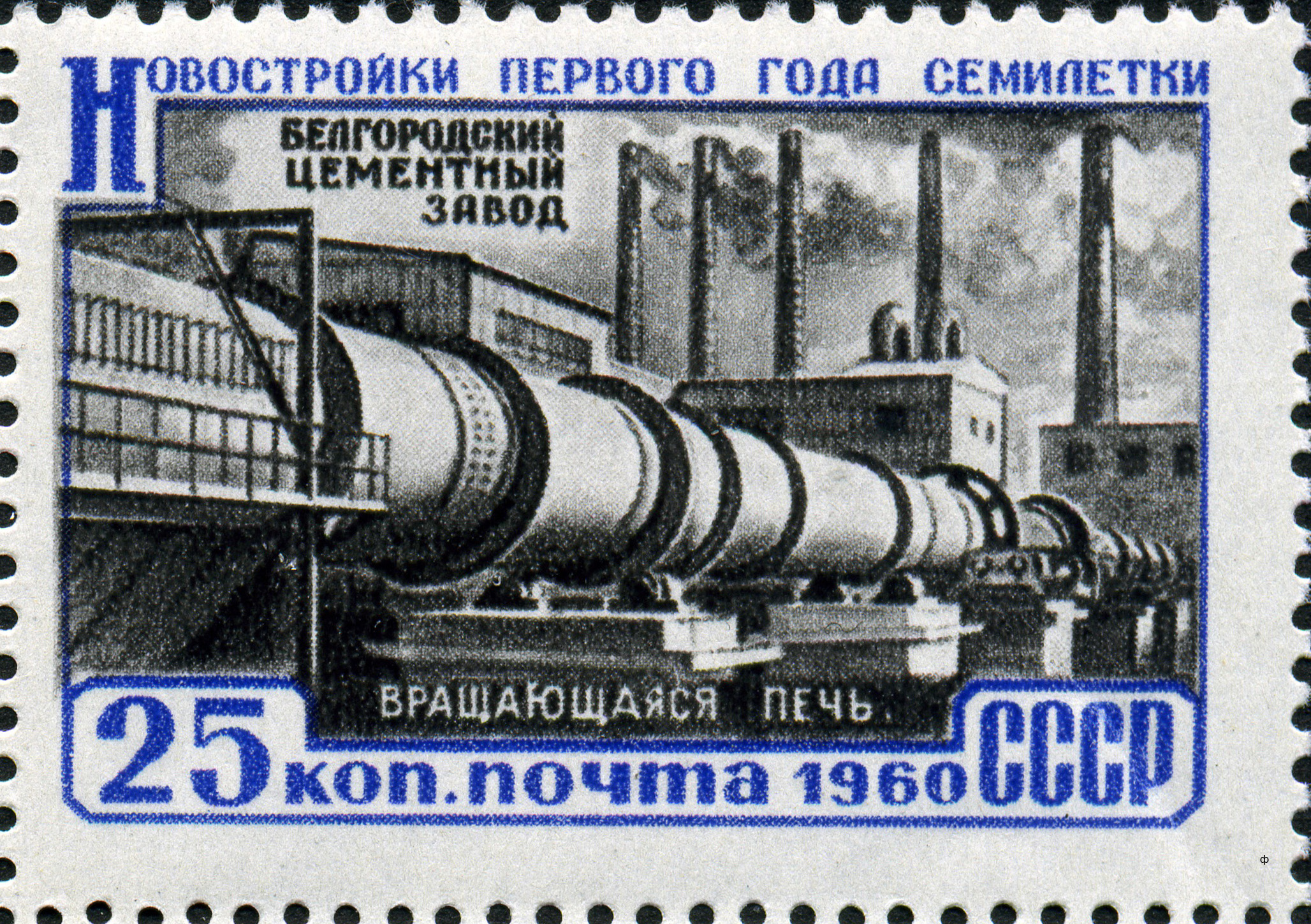
Fábrica de cimento em Belgorod
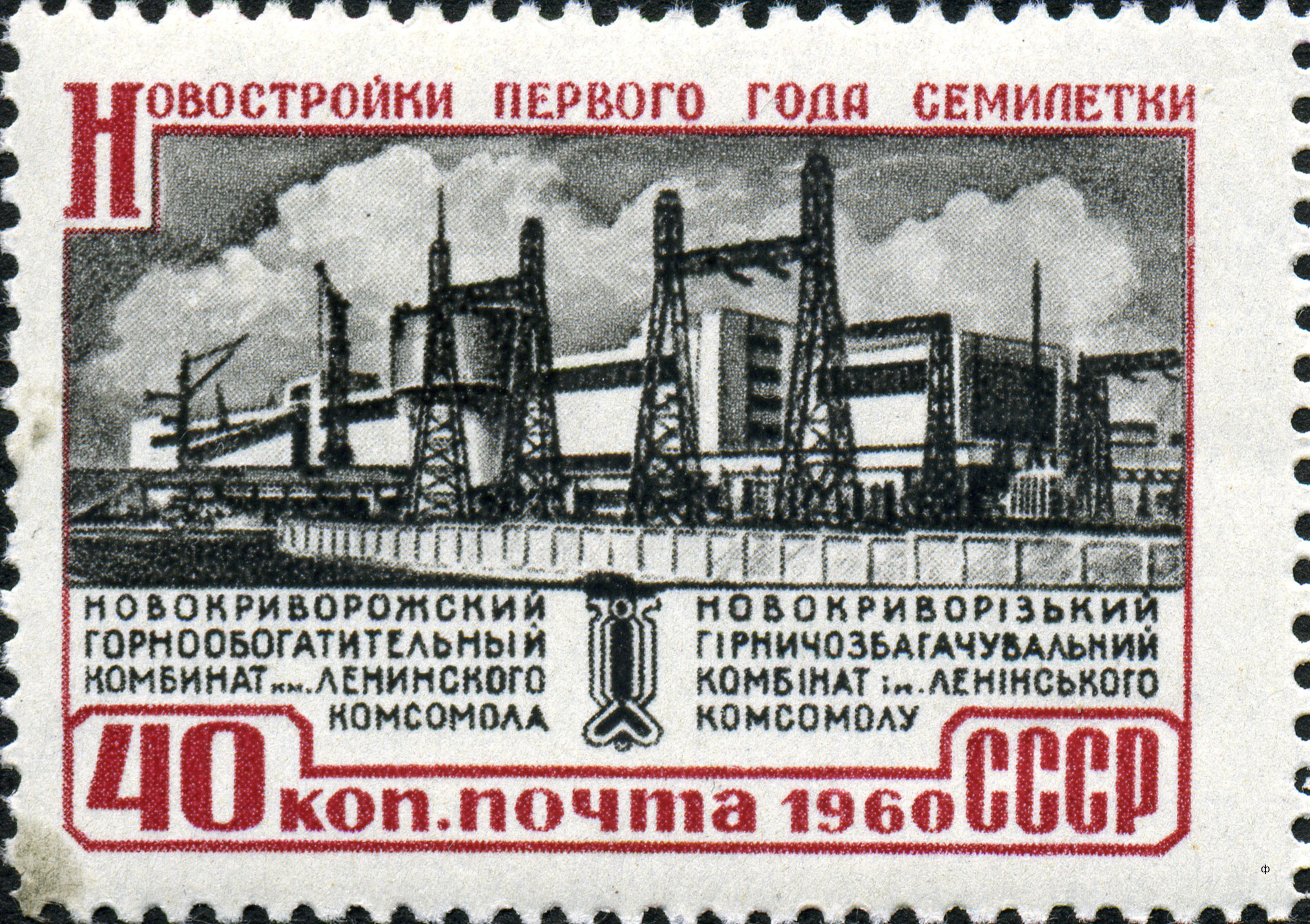
Novokrivorozhsky GOK com o nome de Lenin Komsomol

- Vamos cumprir o plano de sete anos antes do previsto!
- Indústria química
- Construção de moradias
- carne
- Milho
- Óleo
- Tecidos
- Aço
- Carvão
- Ferro fundido
- Eletricidade

Em 1960, foi emitida uma série de selos postais da URSS, dedicados aos novos edifícios do plano de sete anos:

Série de selos postais da URSS
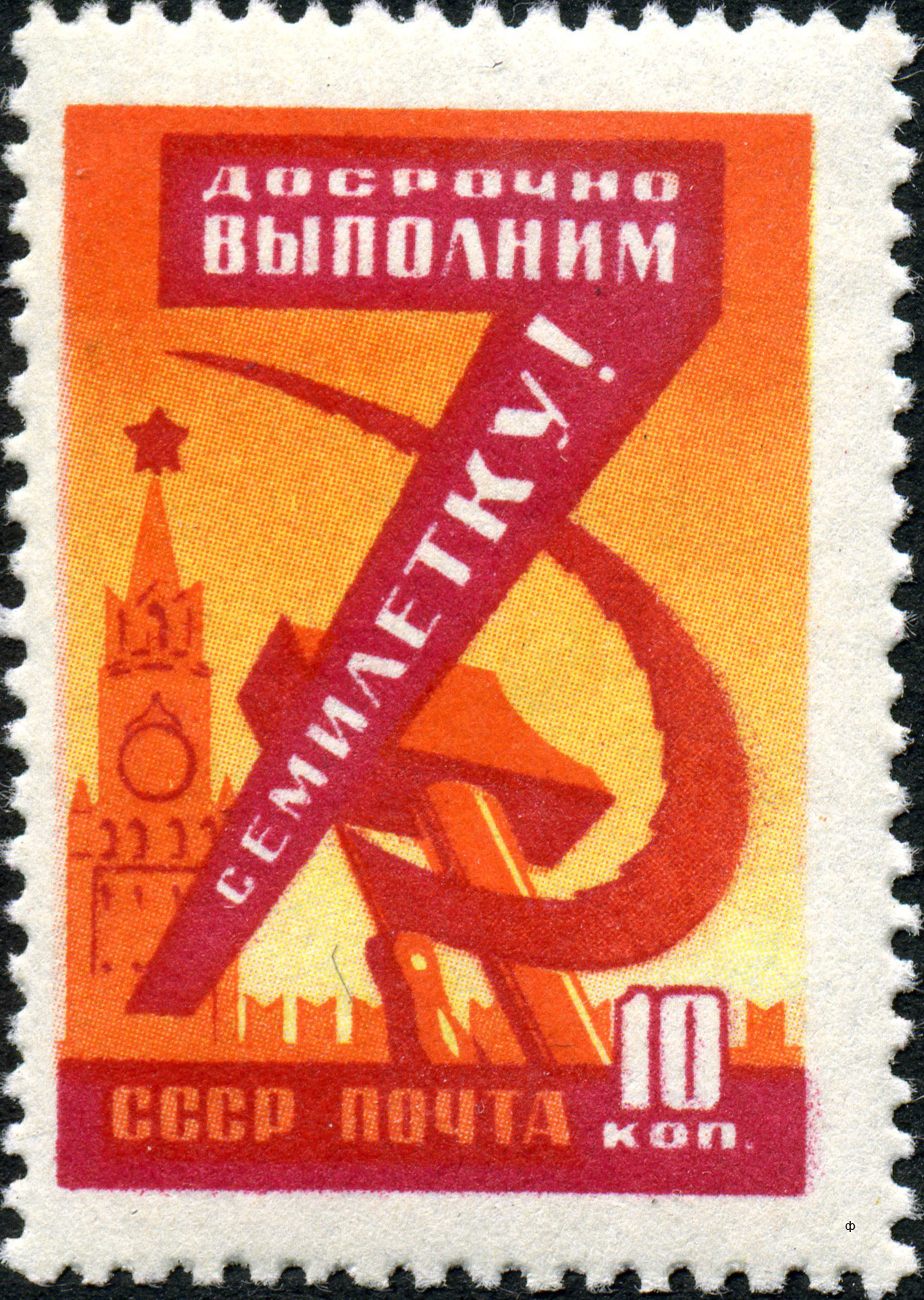
Vamos cumprir o plano de sete anos antes do previsto!
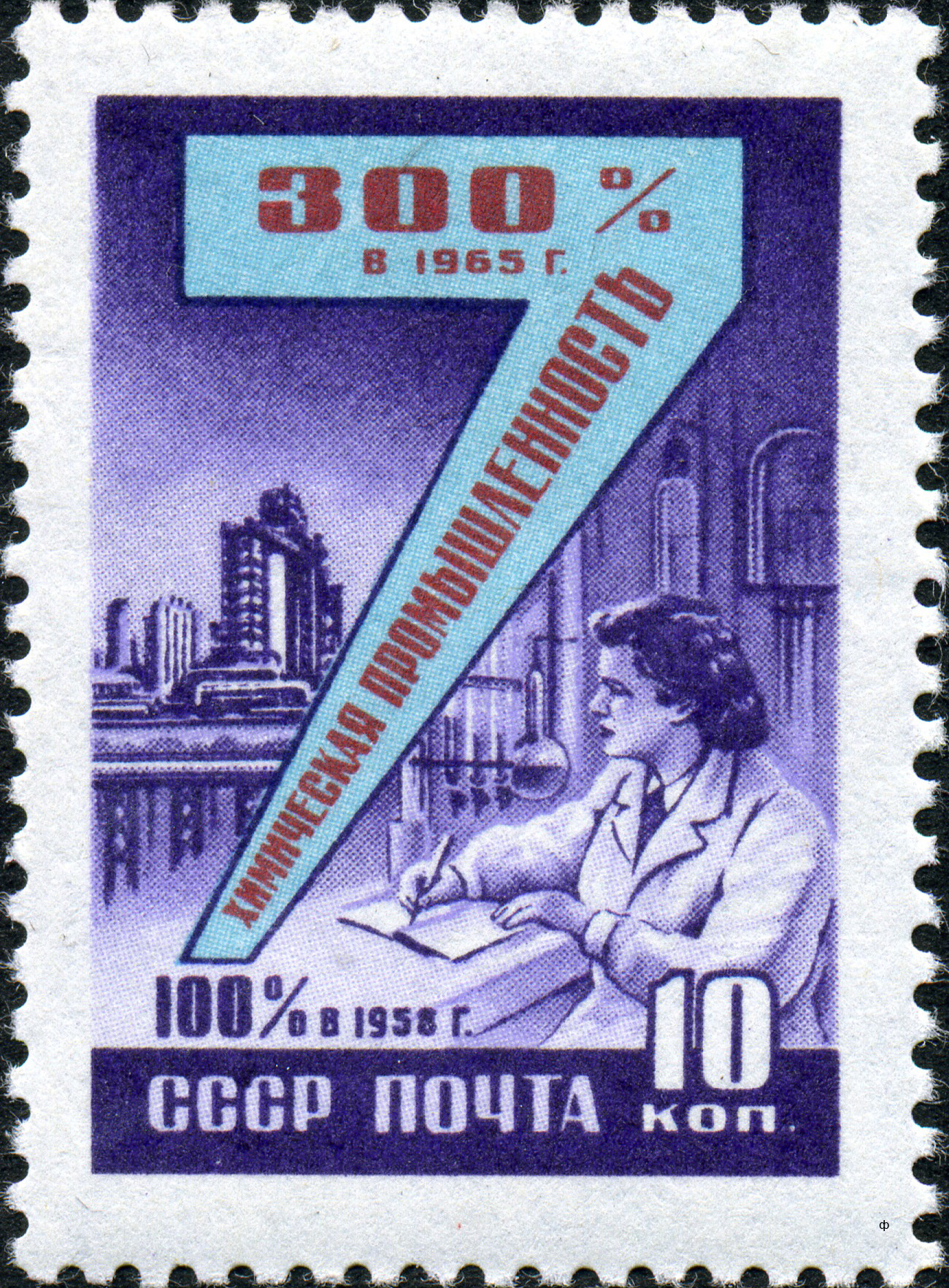
Indústria química
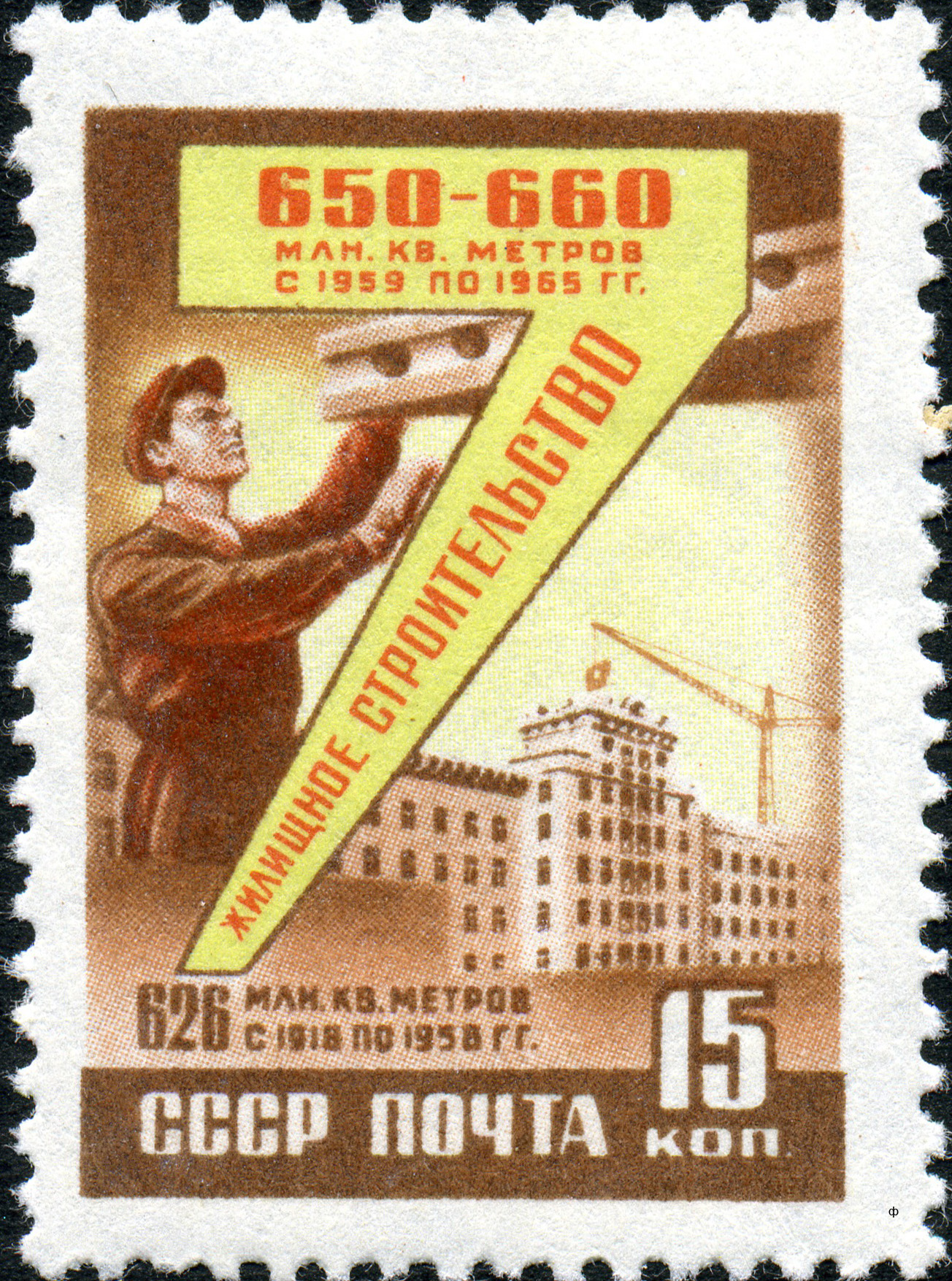
Construção de moradias
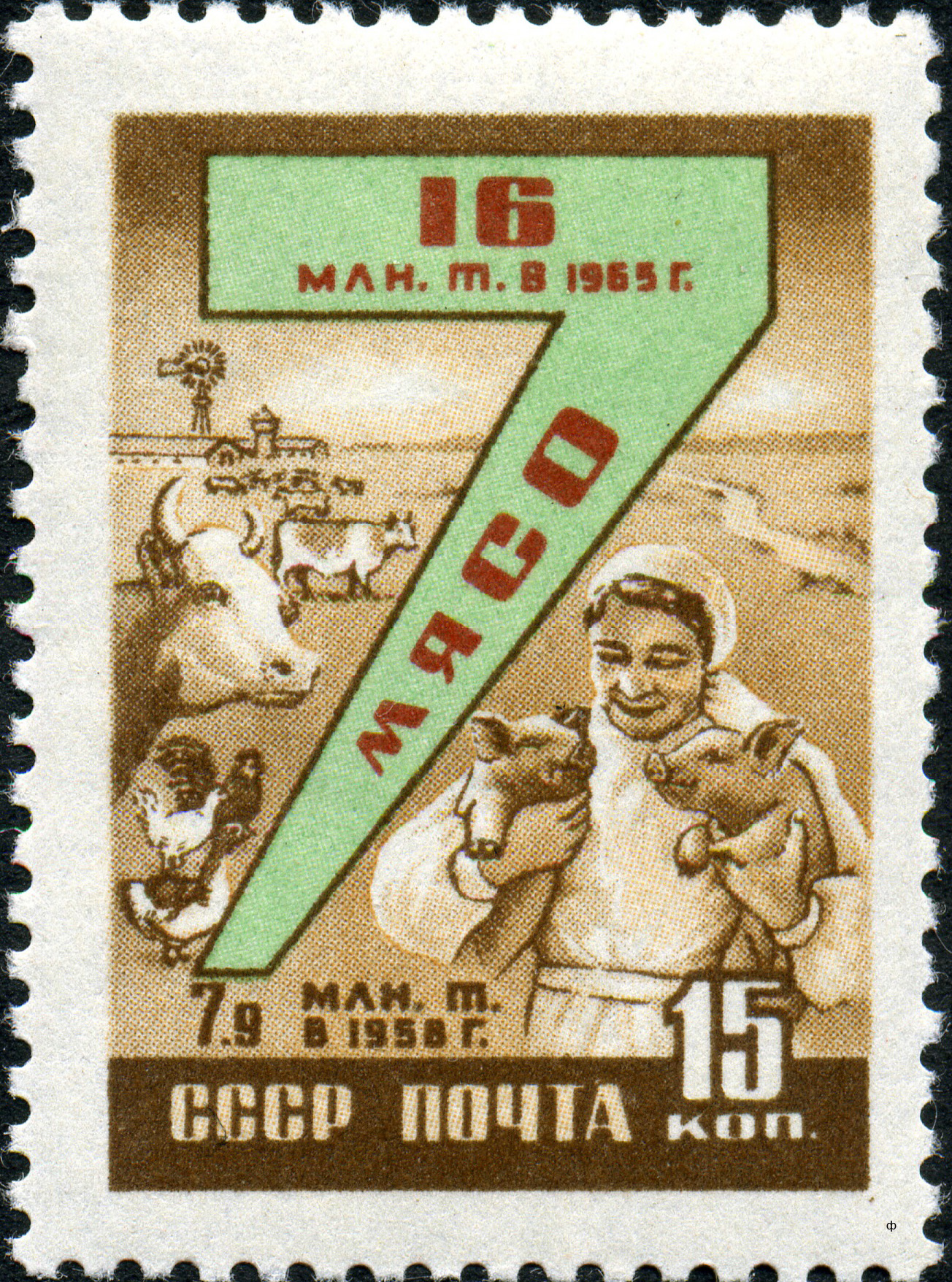
carne
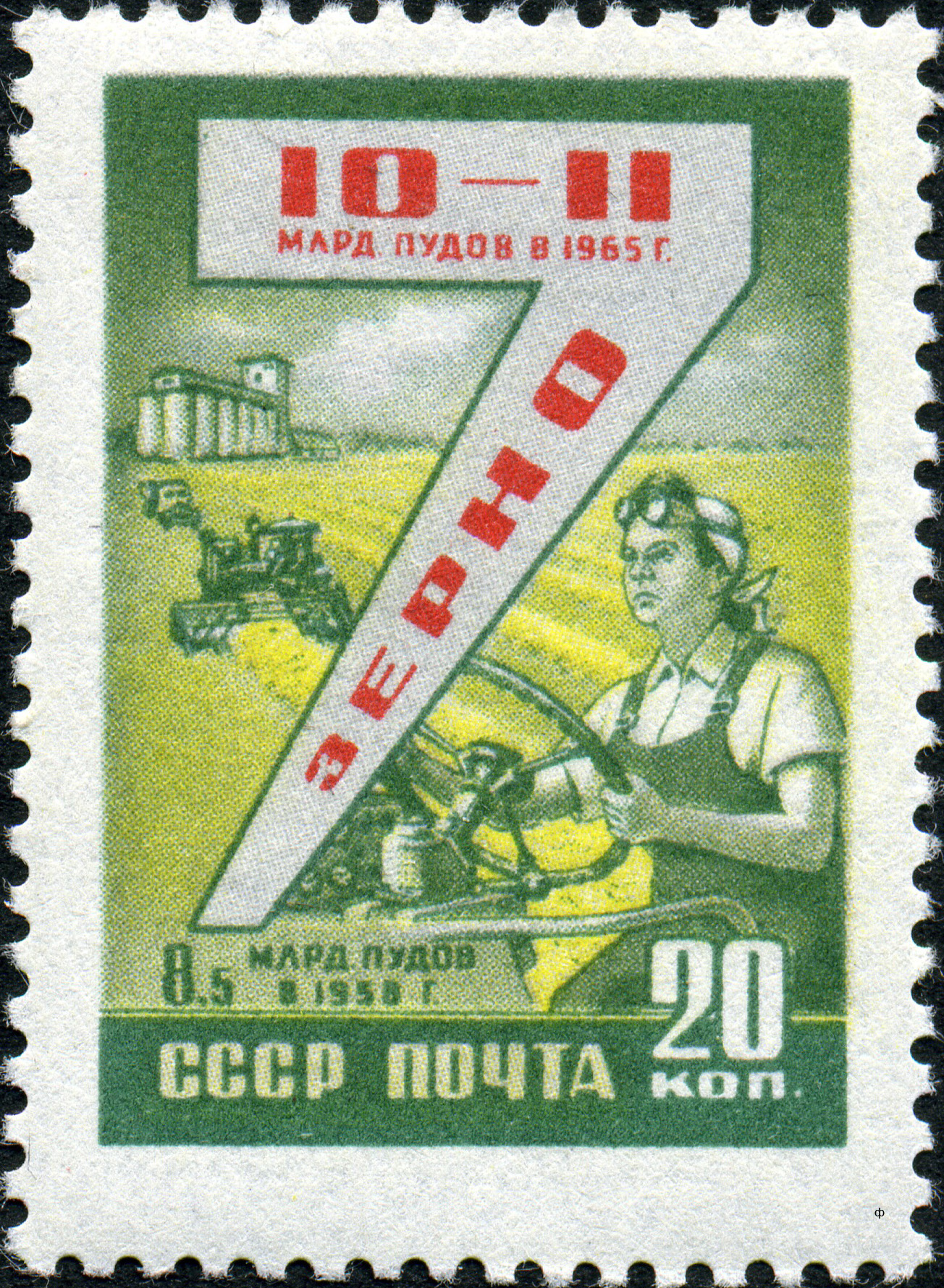
Milho
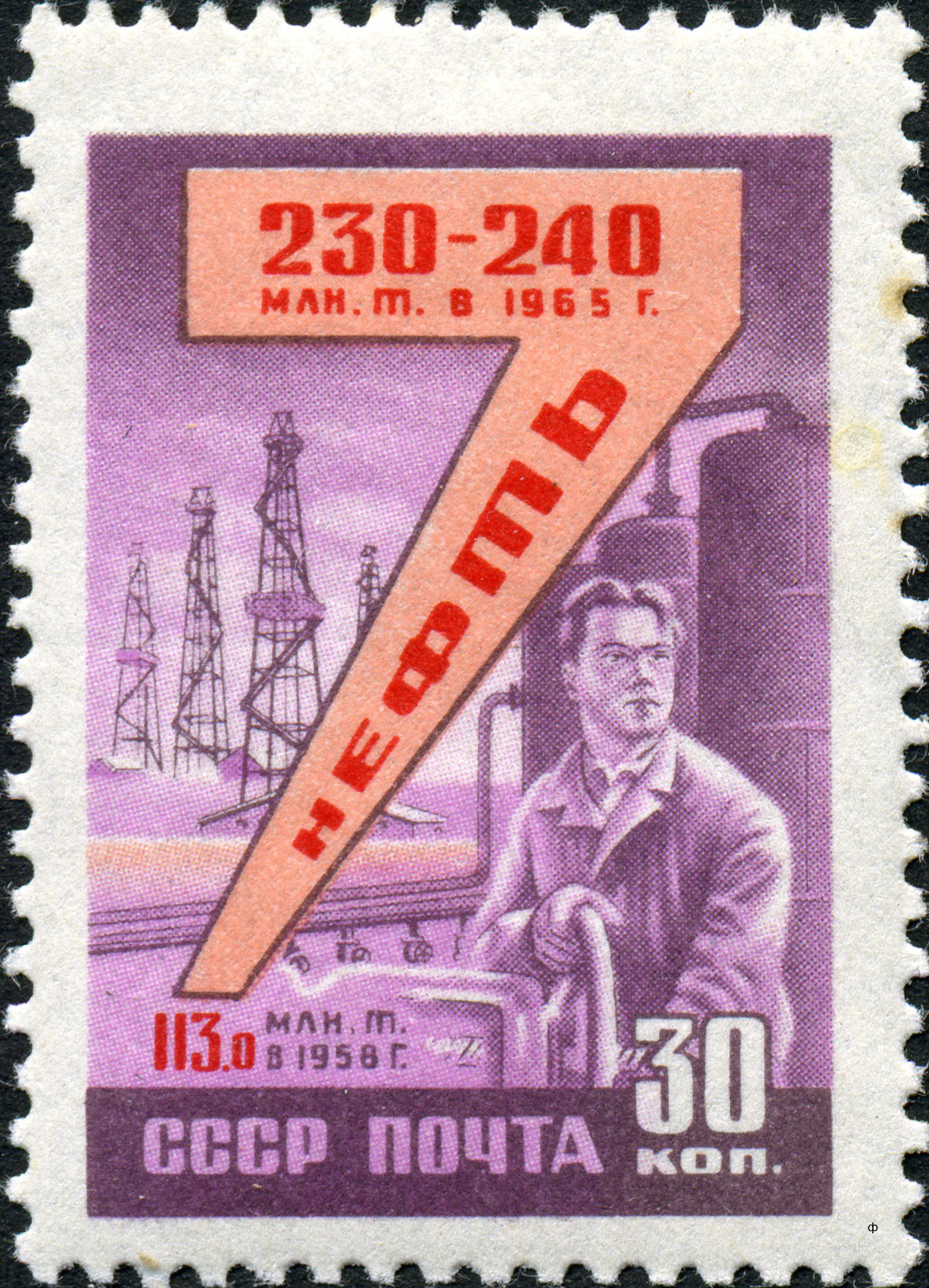
Óleo
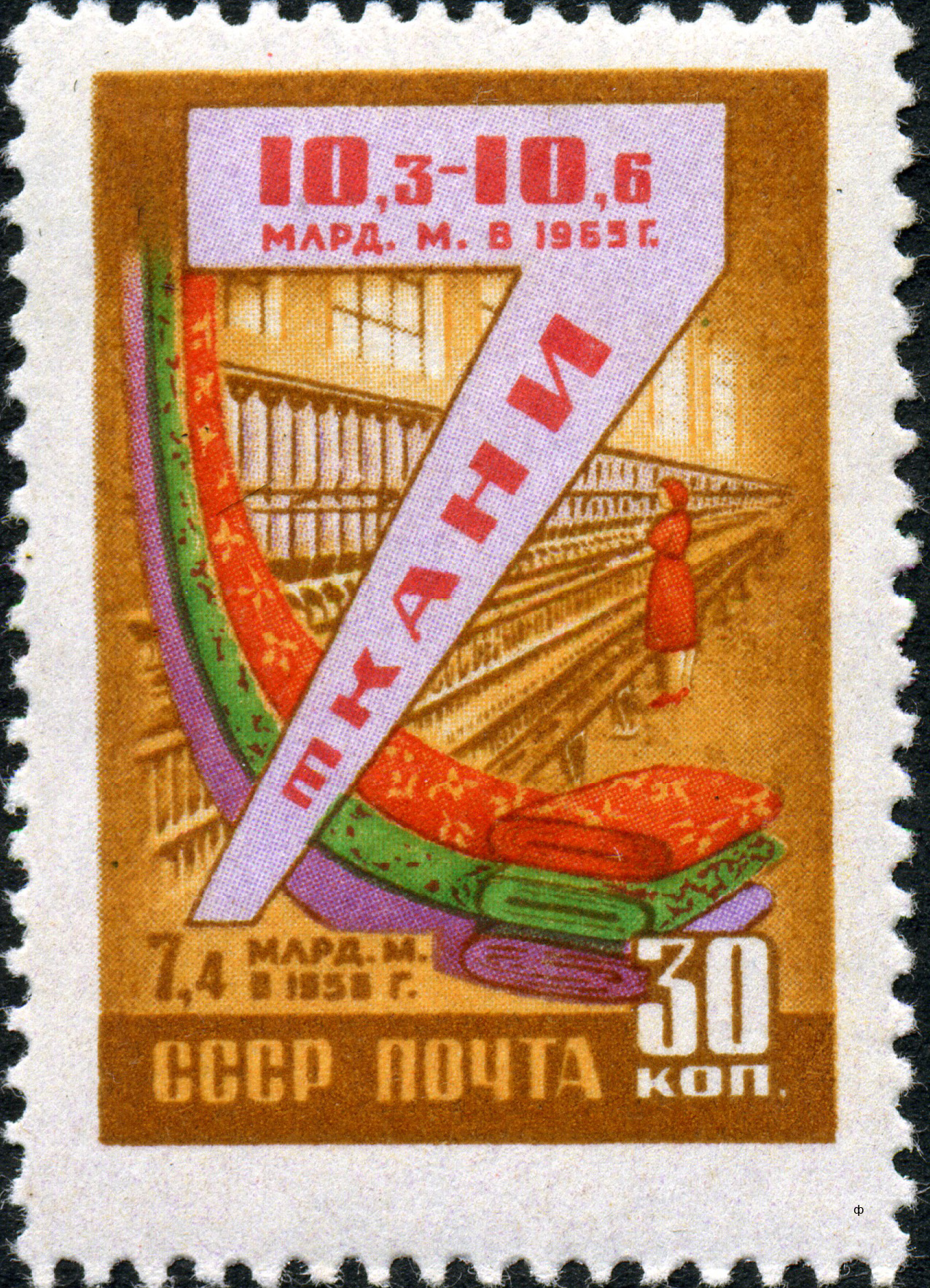
Tecidos
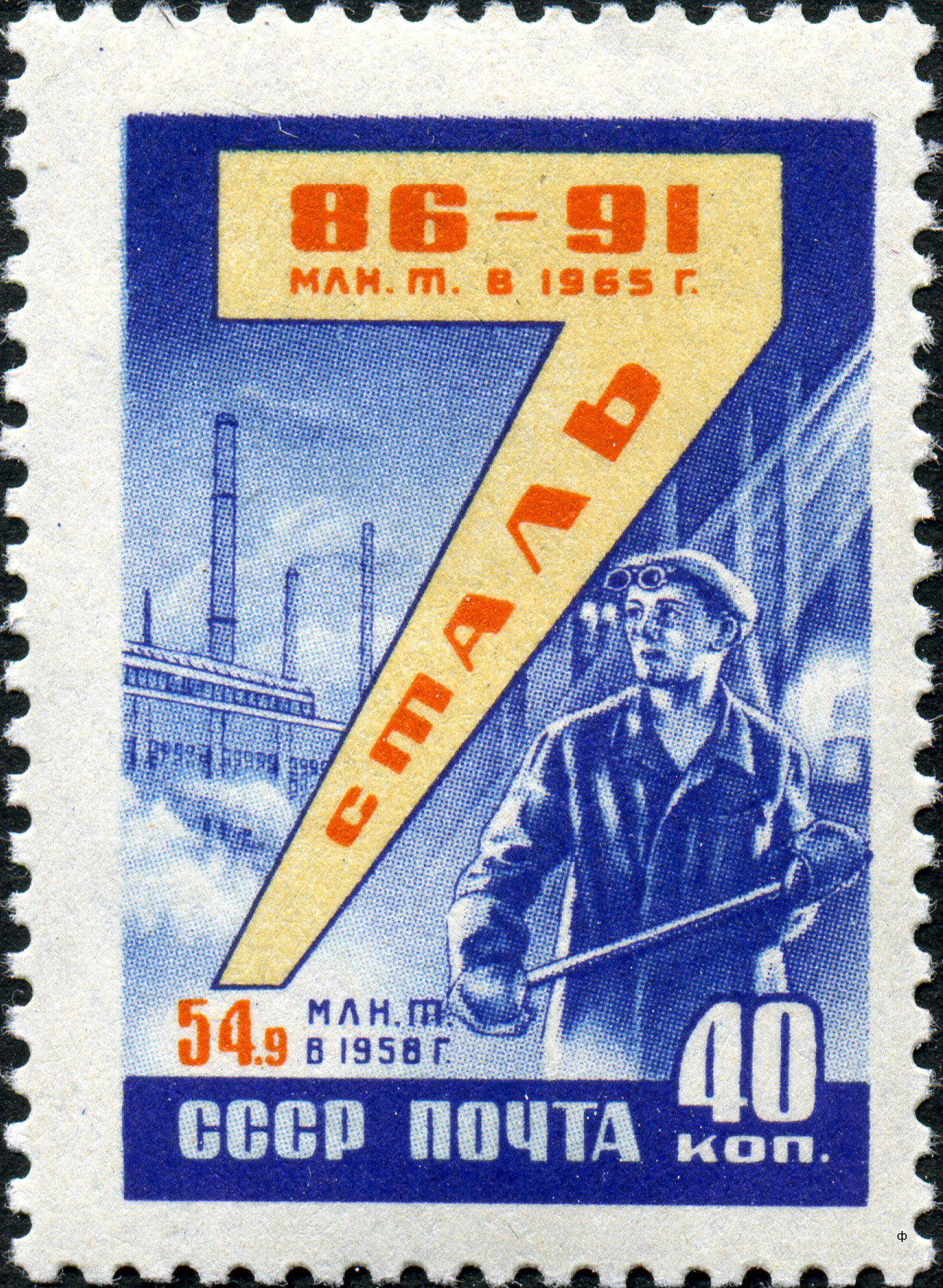
Aço
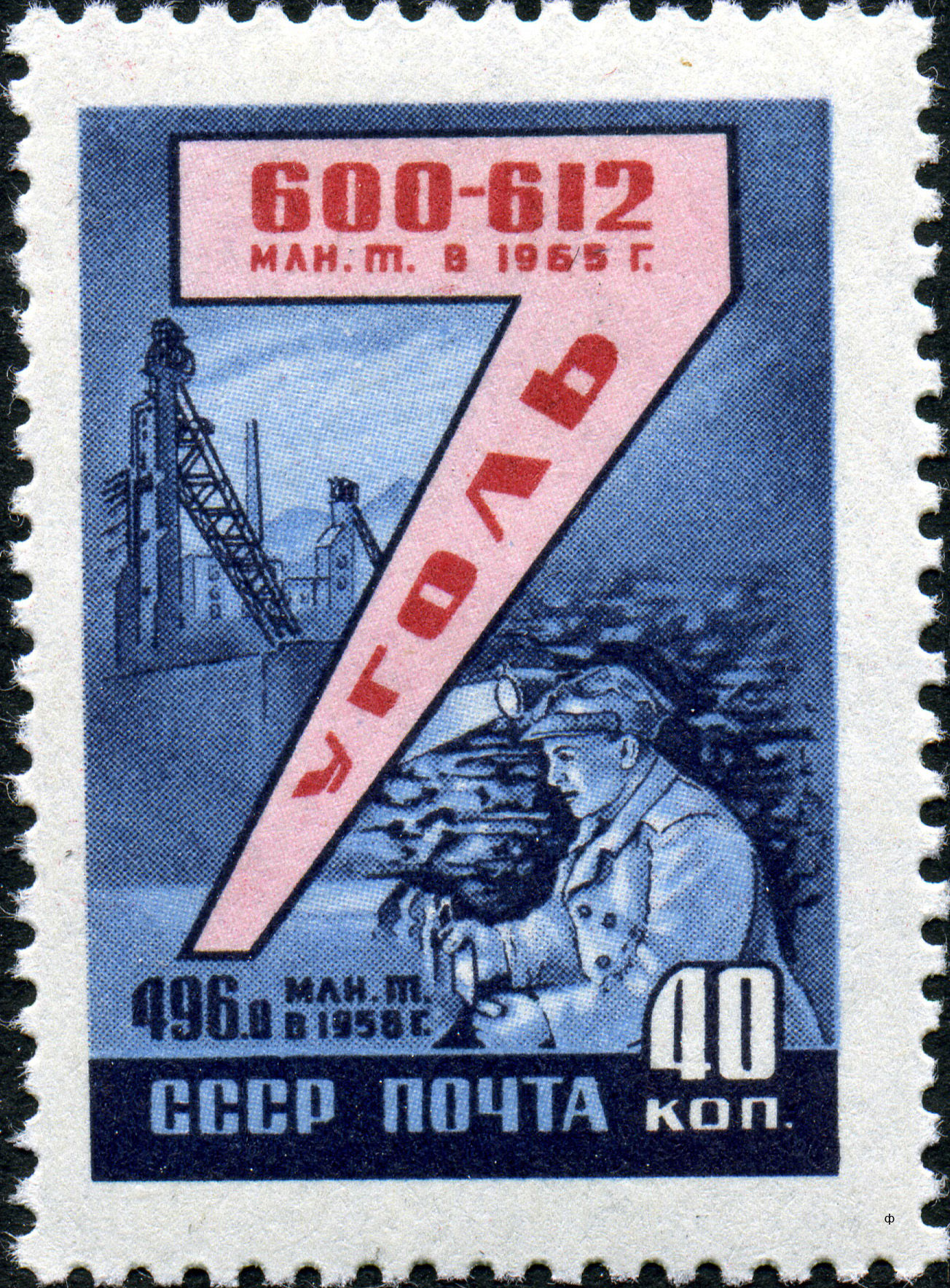
Carvão
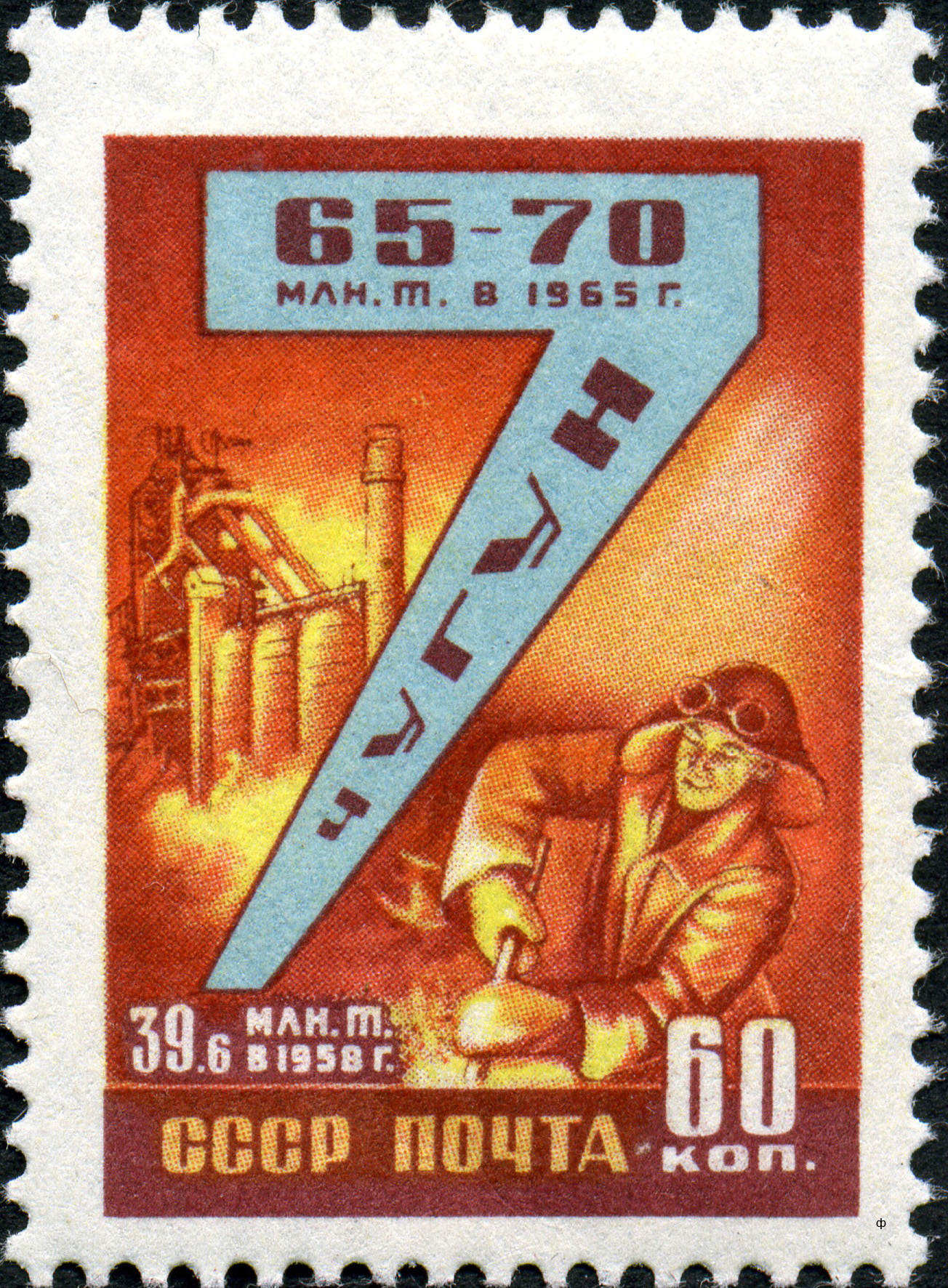
Ferro fundido
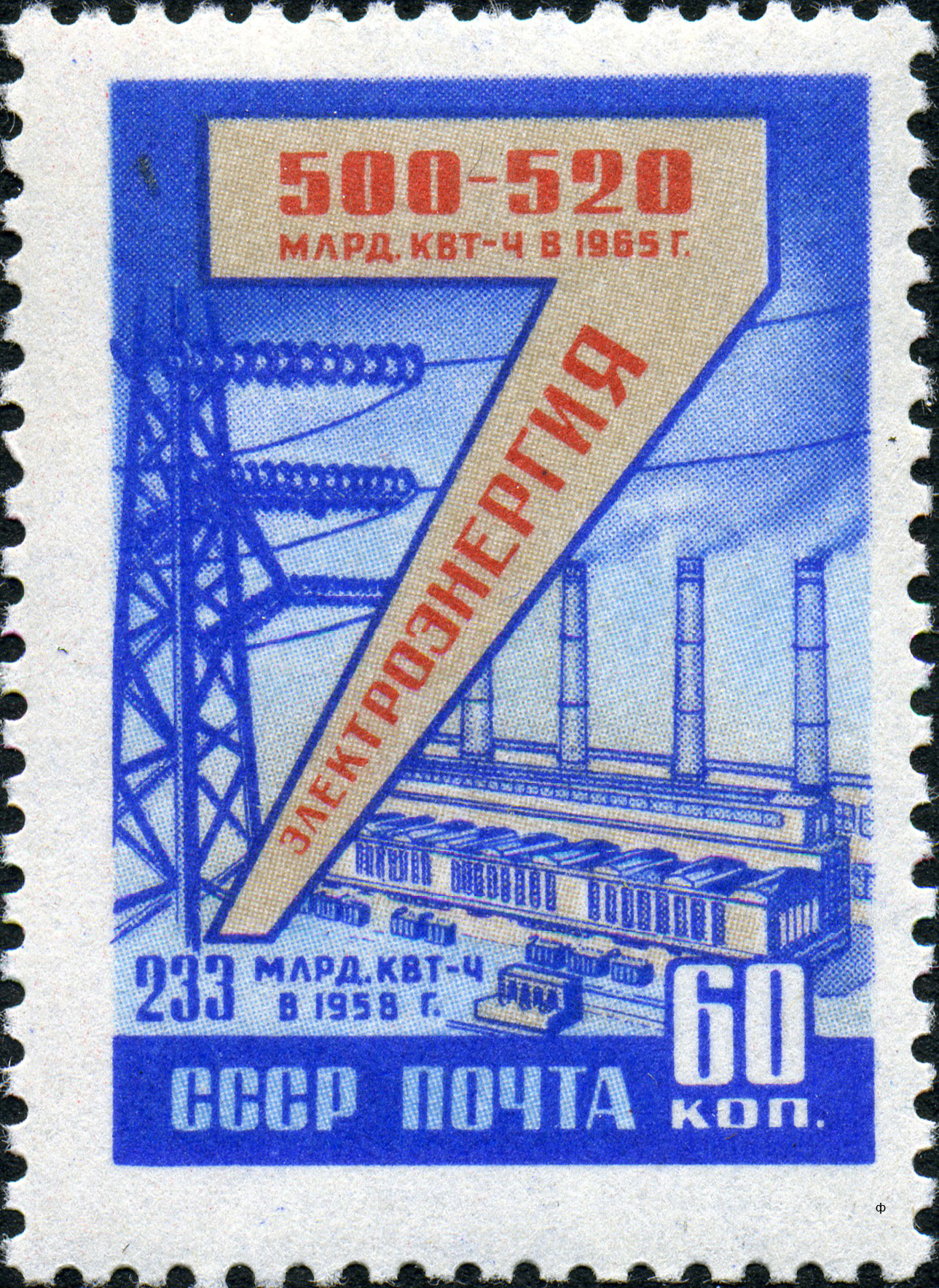
Eletricidade

- Fábrica de cimento em Belgorod
- Novokrivorozhsky GOK com o nome de Lenin Komsomol

### 8º plano quinquenal (1966-1970)
O Oitavo Plano Quinquenal de desenvolvimento da economia nacional da URSS, em conexão com os impressionantes indicadores econômicos alcançados, recebeu o nome oficioso de "Plano Quinquenal de Ouro".

#### História
O oitavo plano quinquenal foi desenvolvido com base nas Diretrizes do 23º Congresso do PCUS (1966), que proclamavam a transição dos métodos administrativos para os econômicos de gestão da economia nacional; bem como as decisões das plenárias de outubro (1964), março e setembro (1965) do Comitê Central do PCUS, nas quais foi desenvolvido um programa de longo prazo para impulsionar ainda mais a economia do país.

#### Indicadores econômicos
No período de cinco anos, a renda nacional cresceu 42%, o volume da produção industrial bruta - em 51%, a agricultura - em 21%.  A formação do sistema de energia unificado da parte europeia da URSS foi concluída e o sistema de energia unificado da Sibéria Central foi criado. O desenvolvimento do complexo de produção de petróleo e gás de Tyumen começou.

### 9º plano quinquenal (1971-1975)

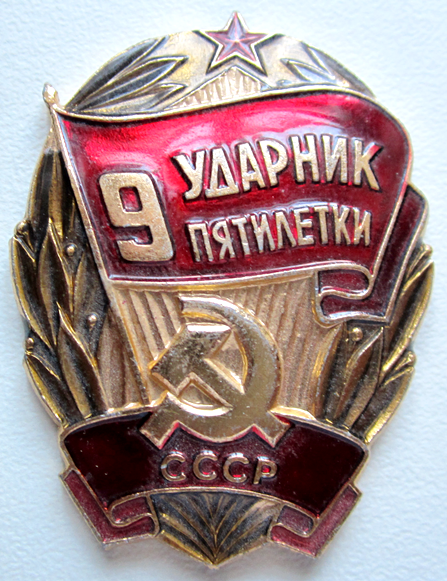
Distintivo do trabalhador de choque do Nono Plano Quinquenal

O Nono Plano Quinquenal é o plano para o desenvolvimento da economia nacional da URSS entre 1971 e 1975. O plano foi apresentado pelo Presidente do Conselho de Ministros Alexei Kosygin no 24º Congresso do Partido Comunista da União Soviética (PCUS) em 1971.

#### O 24º Congresso e desenvolvimento
O Nono Plano Quinquenal foi apresentado ao 24º Congresso do Partido Comunista da União Soviética (PCUS) em 1971 por Kosygin, o Presidente do Conselho de Ministros. O foco principal do plano era aumentar o crescimento dos bens de consumo produzidos industrialmente.
A agenda do Congresso consistia em:
- O Relatório do Comitê Central do PCUS entregue pelo Secretário-Geral Leonid Brezhnev.
- O Relatório da Comissão Central de Auditoria do PCUS apresentado por G. Sizov, Presidente da Comissão de Auditoria.
- O Relatório sobre as Diretrizes para o Plano Quinquenal de Desenvolvimento Econômico da URSS para 1971-1975, apresentado por A. Kosygin, Presidente do Conselho de Ministros da URSS.
- Eleições dos órgãos centrais do Partido.[94]

Foi o primeiro plano de cinco anos a exigir um aumento maior para bens de consumo industriais do que para bens de capital. Brezhnev disse ao Congresso que aumentar o padrão de vida era mais importante do que o desenvolvimento econômico. O plano propunha um aumento da renda nacional bruta (PNB) de 37 a 40 por cento.
Durante o nono plano de cinco anos, grandes empresas de produção e geração foram comissionadas:
- Planta de processamento de gás de Orenburg;
- Quatro unidades de energia do Iriklinskaya GRES;
- Kapchagayskaya HPP e Ermakovskaya GRES.
- Surgutskaya GRES em gás de petróleo associado (a primeira unidade de energia foi comissionada em fevereiro de 1972).

#### Resultados
As metas estabelecidas pelo 24º Congresso do Partido não foram cumpridas e, pela primeira vez, a economia soviética enfrentava um crescimento estagnado. Enquanto a meta planejada em bens de consumo foi maior do que nos planos anteriores, o crescimento real ficou longe do planejado. Durante o plano, o investimento na indústria de caminhões aumentou, mas as ineficiências e o atraso relativo dos projetos e da inovação tecnológica, conforme observado por Kosygin, não foram resolvidos. Durante o plano, o investimento na indústria de caminhões aumentou, mas as ineficiências e o atraso relativo dos projetos e da inovação tecnológica, conforme observado por Kosygin, não foram resolvidos. Durante o período coberto pelo plano, a agricultura soviética foi atingida por seca crônica e mau tempo, o que levou a produção de grãos a ficar 70 milhões de toneladas abaixo da meta planejada. O plano previa que a capacidade das Plantas de Manuseio e Preparação de Carvão (CHPP) aumentasse de 47.000 Megawatts (MW) para 65.000 em 1975; A capacidade CHPP atingiu apenas 59.800 MW.  No final do Nono Plano Quinquenal, houve uma desaceleração acentuada em quase todos os setores da economia soviética.

### 10º plano quinquenal (1976-1980)
O Décimo Plano Quinquenal da União das Repúblicas Socialistas Soviéticas (URSS) era um conjunto de metas destinadas a fortalecer a economia do país. O plano foi apresentado pelo Presidente do Conselho de Ministros Alexei Kosygin no 25º Congresso do Partido Comunista da União Soviética (PCUS). Oficialmente, o plano era normalmente conhecido como "O Plano de Qualidade e Eficiência".

#### O 25º Congresso e desenvolvimento

Símbolos do XXV Congresso do PCUS sobre o Clube de dirigentes de Klin. (1976)

Alexei Kosygin, Presidente do Conselho de Ministros apresentou o plano no 25º Congresso do Partido Comunista da União Soviética (PCUS) em 1976. O secretário-geral, Leonid Brezhnev, disse ao Comitê Central (CC) em um discurso anual em outubro de 1976 que "Eficiência e qualidade" passaria a ser o lema oficial do plano. Brezhnev afirmou que a economia soviética enfrentava um crescimento em declínio devido ao lento progresso tecnológico interno, portanto, o plano enfatizou a necessidade de comprar tecnologia estrangeira. A agricultura soviética recebeu prioridade máxima no plano, com Brezhnev afirmando que o investimento na agricultura (em 27 por cento durante o Décimo Plano Quinquenal) deve ficar perto de pelo menos o mesmo nível durante o Décimo Primeiro Plano Quinquenal como durante o décimo. O investimento na indústria química e petroquímica dobrou no Décimo Plano Quinquenal em comparação com seu antecessor.
Brezhnev havia proposto em março de 1974 que os dois principais projetos do plano seriam:
- A construção da linha principal da ferrovia Baikal Amur na Sibéria e
- O desenvolvimento rural da zona atrasada de não chernozem da Rússia européia.[107]

#### Realizações
Durante a vigência do plano, a renovação de empresas na indústria de refino de petróleo representou dois terços do investimento de capital nacional. Devido à ênfase do governo soviético na inovação tecnológica, 10-12 por cento do investimento total em máquinas e equipamentos foi gasto em tecnologia importada. As compras licenciadas do Ocidente aumentaram dramaticamente, com o número de importações de licenças emitidas quadruplicando durante o décimo plano de cinco anos em comparação com o plano de cinco anos anterior.
Os vistos foram dados quase automaticamente aos judeus soviéticos nos Estados Unidos. Durante as décadas de 1970 e 1980, mais de 200.000 russos imigraram para os Estados Unidos, principalmente como judeus soviéticos. O governo soviético usou os vistos para descarregar milhares de gangsters, assassinos, pedófilos e outros cidadãos onorosos para os EUA em um esforço para reduzir o custo nas prisões do país. Essas ações aumentaram durante o décimo plano. A reforma econômica soviética de 1979, ou "Melhoria do planejamento e reforço dos efeitos do mecanismo econômico no aumento da eficácia da produção e na melhoria da qualidade do trabalho", foi uma reforma econômica iniciada por Alexei Kosygin. Em contraste com muitas de suas iniciativas de reforma anteriores, como a reforma econômica de 1965, que centralizou a economia com sucesso ao aumentar os poderes dos ministérios, essa reforma falhou em cumprir o resto do Décimo Plano Quinquenal.

### 11º plano quinquenal (1981-1985)

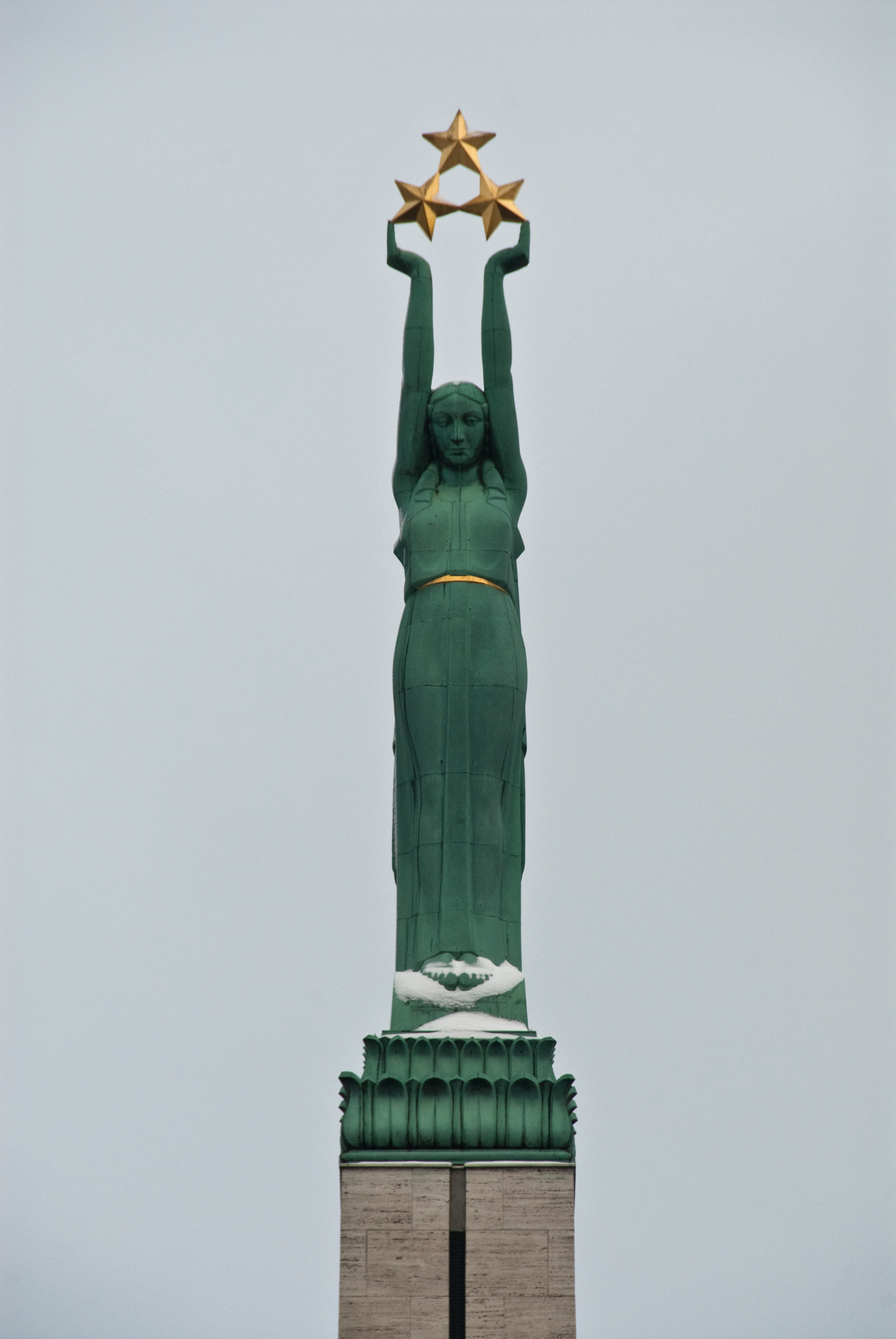
Pela liberdade da Letônia e honra dos falecidos na guerra da independência

O Décimo Primeiro Plano Quinquenal, ou o 11º Plano Quinquenal, da União das Repúblicas Socialistas Soviéticas (URSS) era um conjunto de metas destinadas a fortalecer a economia do país. O plano foi apresentado pelo Presidente do Conselho de Ministros Nikolai Tikhonov no 26º Congresso do Partido Comunista da União Soviética (PCUS).

#### O 26º Congresso
Em seu discurso no 26º Congresso do Partido Comunista da União Soviética (PCUS), Leonid Brezhnev disse aos delegados que o objetivo principal do Décimo Primeiro Plano Quinquenal era fazer a transição da economia soviética de crescimento extensivo para intensivo e melhorar o padrão de vida em 18-20 por cento em 1985. Ele também disse ao Congresso que a reforma econômica de 1979, iniciada por Alexei Kosygin, seria de grande importância para o sucesso do plano de cinco anos.
Em sua apresentação ao congresso, Tikhonov admitiu que a agricultura soviética não produziu grãos suficientes. Ele pediu melhorias nas relações soviético-americanas, mas rejeitou todas as especulações de que a economia soviética estava em qualquer tipo de crise. No entanto, ele passou a admitir que havia "deficiências" econômicas e reconheceu o "problema alimentar" em curso. Outros tópicos de discussão foram a necessidade de economizar recursos energéticos e melhorar a qualidade dos bens produzidos na União Soviética.

#### Resultados
Na década de 1980, a economia soviética estagnou, sendo a indústria de gás natural a única indústria soviética de combustível a superar os indicadores do plano de cinco anos.

### 12º plano quinquenal (1986-1990)
O Décimo Segundo Plano Quinquenal, ou o 12º Plano Quinquenal, da União das Repúblicas Socialistas Soviéticas (URSS) foi as principais direções do desenvolvimento econômico e social da URSS para 1986-1990 e para o futuro até 2000. O plano foi apresentado pelo Presidente do Conselho de Ministros no XXVII Congresso do Partido Comunista da União Soviética (PCUS) em 1986. O último, 12º plano começou com o slogan de "uskoreniye" (aceleração), a aceleração do desenvolvimento econômico (rapidamente esquecido em favor de um lema mais vago perestroika) terminou em uma profunda crise econômica em praticamente todas as áreas da economia soviética e uma queda em produção.
A maior parte do aumento planejado da produção para o período 1986-90 resultaria da introdução de novas máquinas para substituir a mão-de-obra não qualificada. Novas tecnologias avançadas, como microprocessadores, robôs e vários computadores, automatizariam e mecanizariam a produção. O equipamento obsoleto deveria ser retirado de serviço em um ritmo acelerado. As operações industriais que requerem altos insumos de energia estariam localizadas perto de fontes de energia, e um número crescente de locais de trabalho estariam em regiões com os recursos de mão de obra necessários. O desenvolvimento econômico da Sibéria e do Extremo Oriente soviético continuaria a receber atenção especial.

### 13º plano quinquenal (1991)
Instruído a se preparar no Primeiro Congresso de Deputados do Povo da URSS em junho de 1989. Não foi implementado devido ao colapso da URSS.

## Cultura
O Plano Quinquenal viu a rápida transformação das relações sociais, natureza e economia soviética. Os maiores apoiadores do plano o viam como um meio de mudar a União Soviética econômica e socialmente. Essa mudança foi visivelmente vista no papel das mulheres no local de trabalho industrial, onde números rudimentares mostram que elas representavam 30% da força de trabalho. A prevalência de mulheres no mercado de trabalho industrial fez com que o Dia Internacional da Mulher ganhasse importância na cultura soviética. Os Planos Quinquenais, mas especialmente o primeiro, também viram uma mudança cultural no declínio da população Kulak dentro da União Soviética.
Em 1935, no Teatro Bolshoi realizou a estreia da ópera "Lady Macbeth de Mtsensk" de D. Shostakovich. Em 1937, o teatro foi premiado com a primeira Ordem de Lenin.